# 奇美博物館
奇美博物館，是一座位於臺灣臺南市仁德區的博物館，由奇美實業創辦人許文龍成立，該館舍是目前臺灣館藏最豐富的私立博物館、美術館。以典藏1萬3,000件西洋藝術品為主，主展出藝術、樂器、兵器與自然史四大領域。場館由「財團法人奇美博物館基金會」負責管理與營運。
該博物館舊址位於奇美實業仁德廠大樓5至8樓，1992年開幕，最初開放個人或團體預約，後在2013年5月閉館後，陸續將展品遷至臺南都會公園內的新館，新館工程於2008年12月正式動工，耗資新臺幣約18.5億元興建，在2012年5月17日捐贈給臺南市政府後，於2015年1月1日啟用試營運。

## 歷史

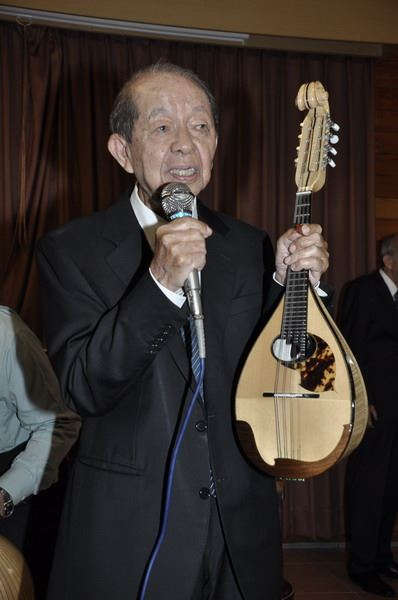
許文龍

許文龍為一名臺灣企業家及藝術贊助人，年幼時他經常參觀臺南州立教育博物館，並立志成年後也要建立一座博物館。隨著他創立奇美實業並成為成功的企業家之餘，他不僅投入商業領域，同時對藝術和音樂也產生濃厚興趣。並自收藏名琴起逐漸擴展收藏領域，奇美逐漸有計劃且有組織地建立博物館使大眾能夠免費參觀。
1977年，奇美文化基金會正式成立，初衷在於推廣當地藝文公益事業，並執行文物典藏及管理研究維護。同時並開始系統性地蒐藏西洋藝術作品1989年2月，奇美藝術資料館籌備處成立，最終於1992年正式建立奇美博物館。初期館舍位於仁德區奇美實業大樓的五至八樓，並於同年4月1日以私人美術館的形式免費對外開放。2001年，台南科學園區成立南科奇美博物館，專門展出人類從手工到機械的演變歷史。初期，奇美博物館以擁有世界上最龐大的小提琴收藏、重要的古代武器和雕塑收藏而聞名。
2003年，臺南縣政府因無法負擔開闢都會公園、獲取仁德糖廠土地取得及興建經費，遂與台灣糖業公司簽署合作開發協議書，當中由臺糖公司提供100公頃為合作開發區，臺南縣政府集中取得回饋捐贈40公頃土地，並由內政部營建署補助7億元經費建設台南都會公園開發計畫。台糖則換取縣府同意將剩餘約60公頃土地變更為住商用地達成合作，該都會公園最初以人文藝術博物園區為規劃方向，並在時任臺南縣長蘇煥智的協調下由政府提供土地，奇美集團提供資金形式，決議於都會公園區域內興建佔地9.5公頃的奇美新館。土地捐贈儀式於2005年9月9日主持。2008年4月，奇美實業博物館建照已取得，並共斥資20億新臺幣開始興建館舍，並於2008年12月動工。
2012年，奇美實業將館舍捐贈給臺南市政府。在遞交申請後，奇美博物館基金會則獲得博物館50年的營運權。同年舊館停用，位於舊館的藏品於2014年陸續搬遷至都會公園新館，最終新館舍於2015年1月1日啟用試營運。其空間共展出約4,000件作品，開幕初期採取預約制，並在半年內共突破超過80萬人參觀紀錄。
2018年，館舍累計進場參觀民眾已將近450萬人次，採免預約制度及自由購票入場，同年12月舉辦第一屆聖誕週末，為館舍每年一次的盛事。2025年，因館舍局部修繕與設備更新，聖誕週末首度停辦。

## 知名特展
- 2017年6月，與靜嘉堂文庫美術館合作舉行為期5個月的陶瓷名品展。
- 2021年7月，與维多利亚和阿尔伯特博物馆合作舉行為期一年展覽「蒂姆．沃克：美妙事物特展」[20]。
- 2022年8月，與國家肖像館合作舉行為期7個月的「時代的臉孔」展。
- 2024年5月，與英國國家藝廊合作舉行為期4個月的「英國國家藝廊珍藏展」。[21][22]

## 館舍

### 舊館

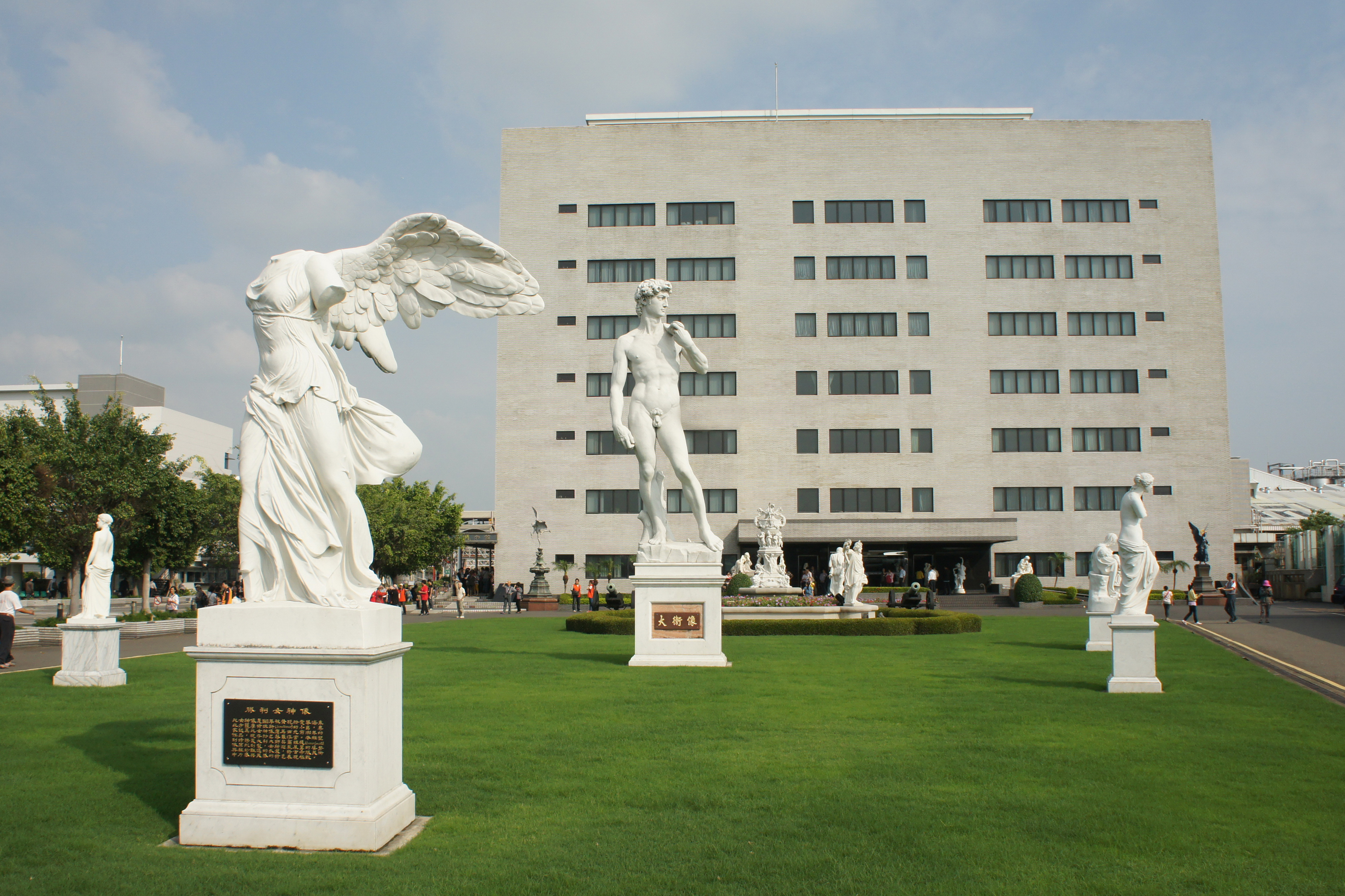
舊館

奇美博物館舊館位於奇美實業總部（仁德廠區）五至八樓，地址為原臺南縣仁德鄉三甲村（今臺南市仁德區三甲里）59之1號。最初的設計中，五樓主要展示繪畫、雕塑、素描及歐洲傢俱；六樓包含兵器及樂器區；七樓展示西洋繪畫及古文物；八樓則呈現西洋雕塑及各大洲的動物標本。然而，自2013年5月起，舊館停止使用，展品轉移到新館，雖然建築仍持續用作辦公樓，部分戶外雕塑並未遷移，而仍然保留在原處展示。
此外，舊館時期設有保利分館（位於臺南市仁德區仁德村仁德四街11號）和南科分館（位於臺南市新市區奇業路1號，介紹南科園區挖掘出的三抱竹遺址和大坌坑遺址文物為主，2001年開幕），該兩處分館現已歇業。

### 新館
奇美博物館新館是一座地下一樓、地上三樓建築，該建築設計歷時七年，建造歷時五年，建物總面積約10公頃，地板面積近1萬3千坪。建築外觀呈現新古典主義風格，正面全長150公尺，高度為42公尺。立面上運用了三種不同的柱頭和裝飾元素，包括科林斯柱式用於正殿迎賓門廊、愛奧尼克柱式用於左側，以及多立克柱式用於右側。
一樓門面雕刻著象徵台南市的鳳凰花，而大廳穹頂展示了法國雕刻家吉勒斐路德（Gilles Perrault）的作品，結合東方蓮花和西方羅馬神殿的元素，呈現出獨特的穹頂設計。建築的圓頂頂端樹立著一尊手持桂冠與號角的「榮耀天使」雕像，臨摹自法國雕塑家路易-埃内斯特·巴里亚斯的作品《名譽之寓言》。整座建築的區域性照明規劃由周鍊設計。此外，建築注重能源效率，並在周邊進行植栽綠化，使用耐旱型複層植栽。室內部分則選用LED照明節能技術，並因而取得LEED銀級評級。
博物館內部配備六個常設展廳、一個特展廳、一個表演廳和一個會議廳等多種設施。展示風格以古典藝術為主調，設計團隊經考察15世紀至19世紀歐洲建築的室內裝修藝術元素後，則以空間量體控制和各時期藝術內涵為基礎進行嚴謹設計。主要參觀動線和建築主軸線以「雕塑大道」為中心，以呼應園區入口的奧林帕斯神像群。牆體上設有壁龕，用以展示各種雕像。

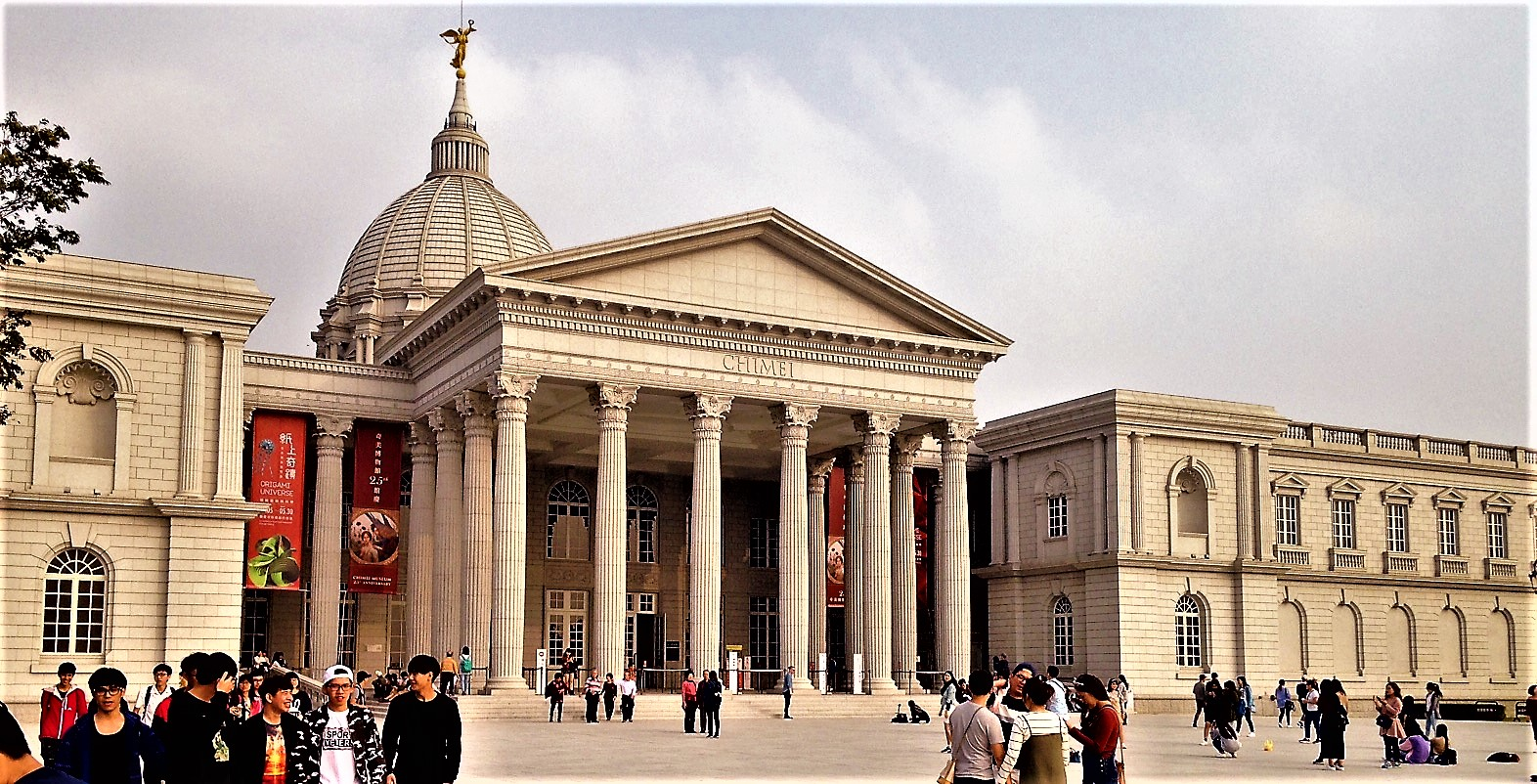
新館立面
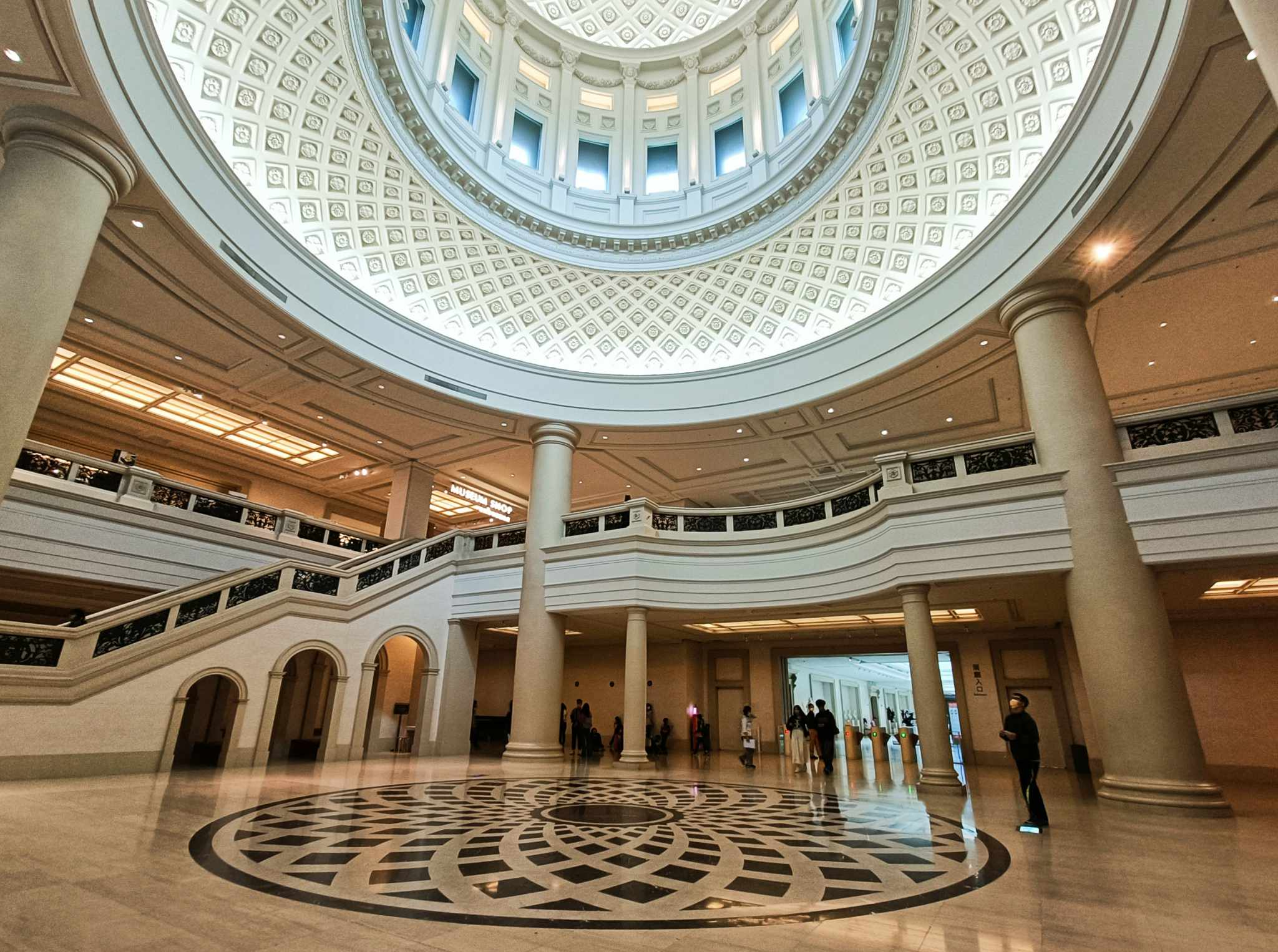
建築大廳
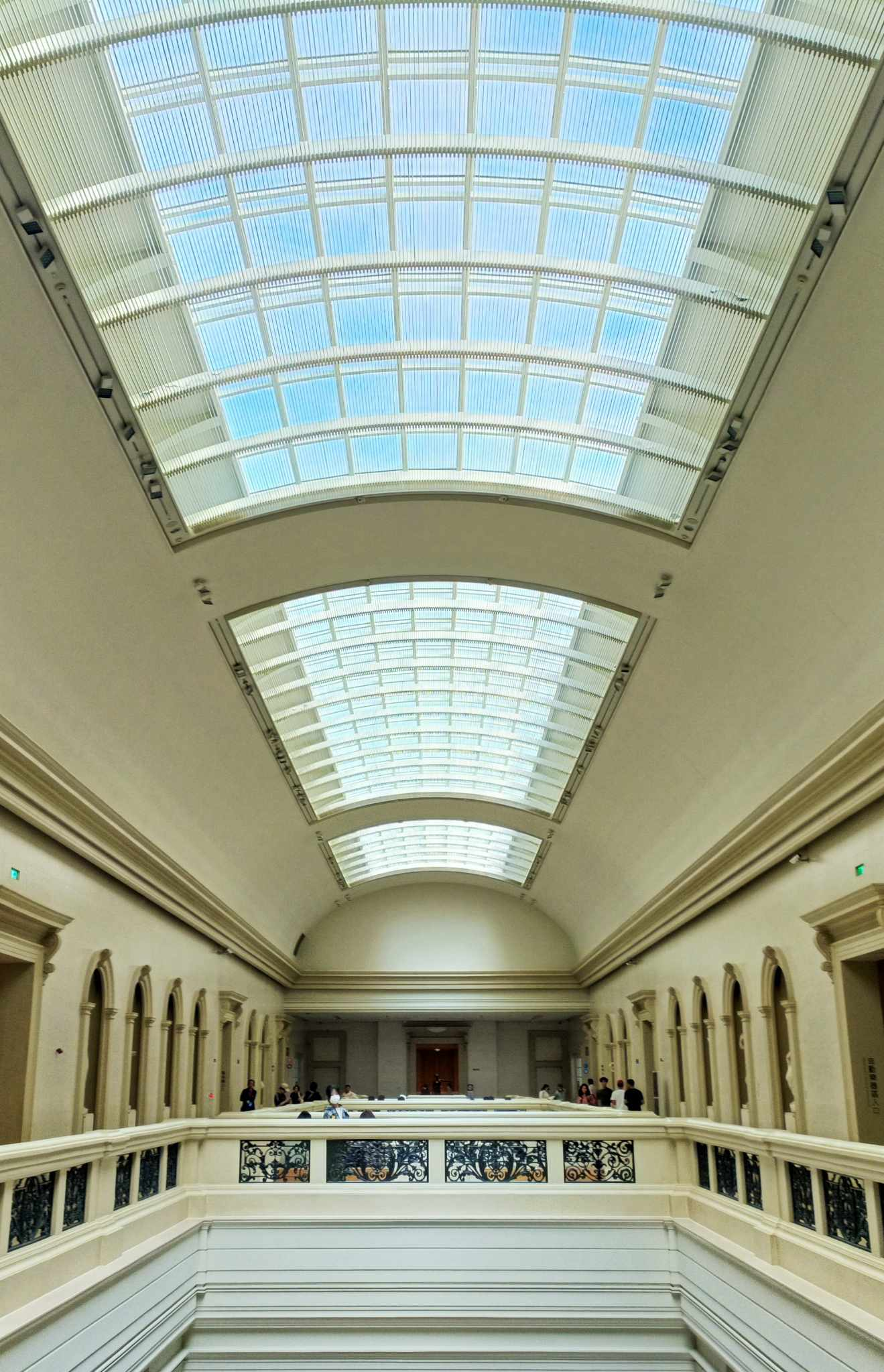
室內柱廊
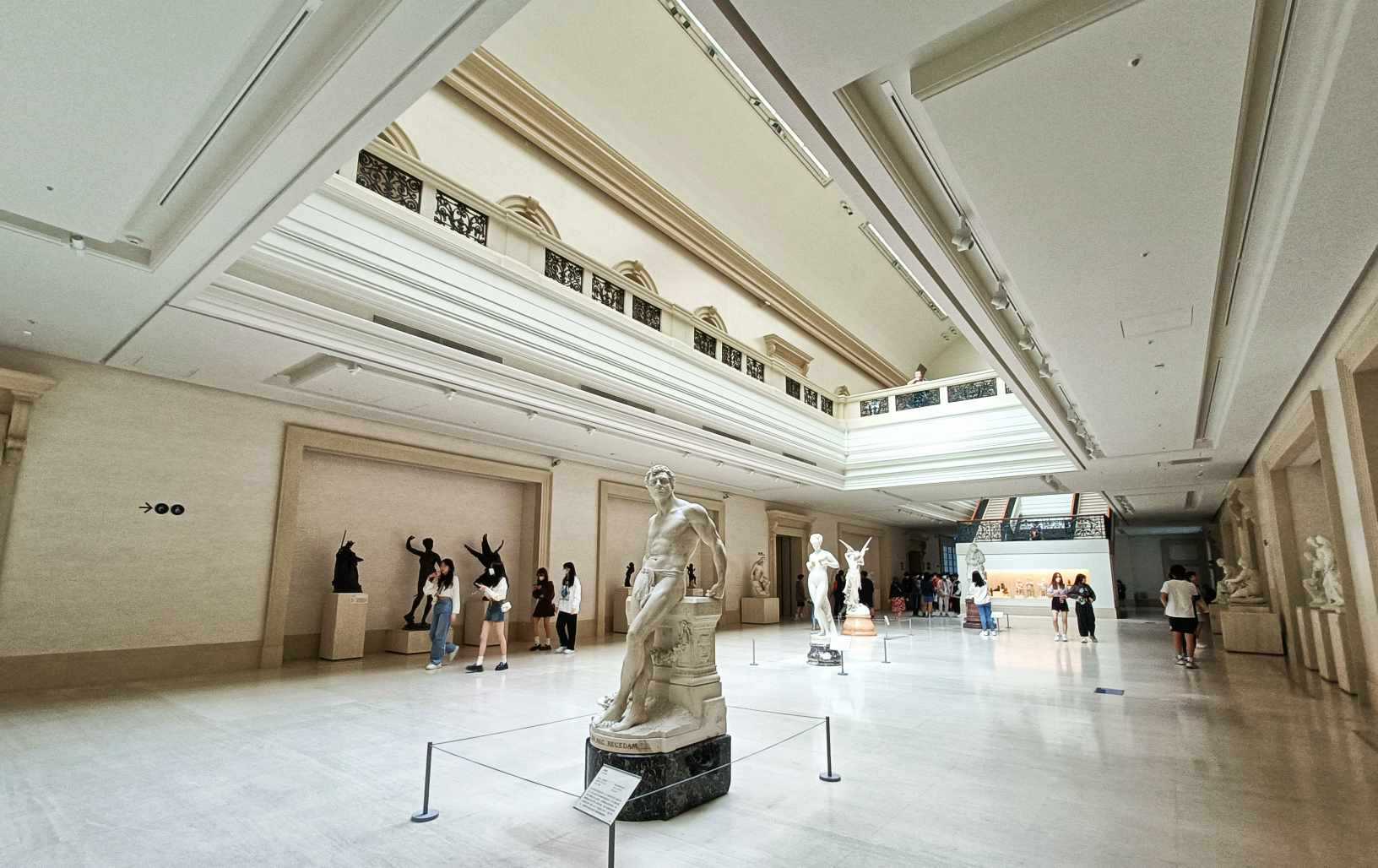
雕塑大道

#### 戶外園區
戶外園區與台南都會公園相連，並在多處陳設展示多位藝術家的作品，包括臺灣雕塑家蒲添生的十尊《運動系列》放大版雕塑、位於繆思湖湖畔的義大利雕塑家翁貝托‧米拉尼的《跳水者》，以及美國雕塑家芭蓓特‧布勒奇的不鏽鋼雕塑作品《維特魯威人》等。

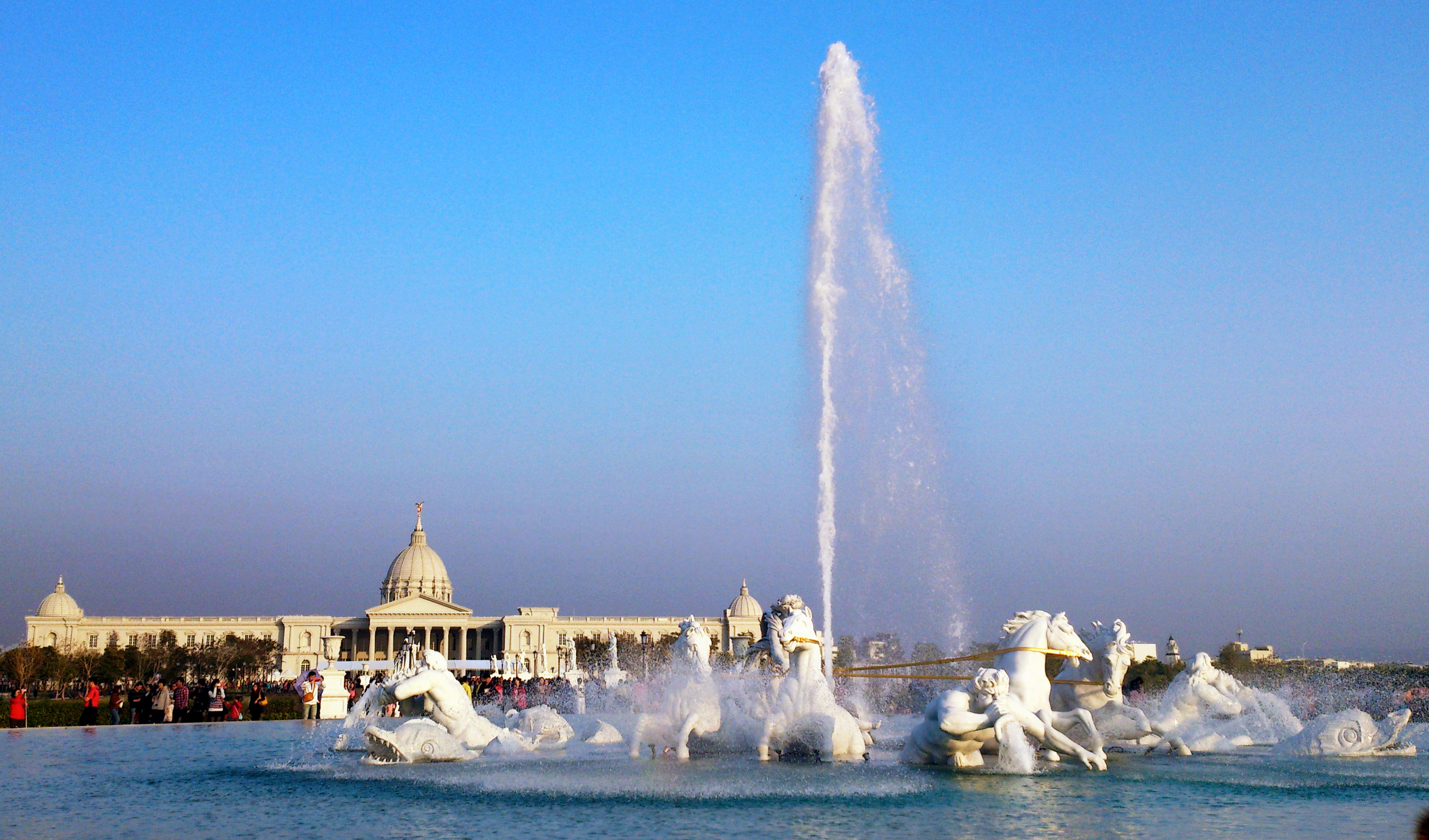
阿波羅噴泉

「阿波羅噴泉」設置於園區入口廣場，原始規劃為一座凱旋門，後來於2008年修改為噴泉。經法方授權後，委託斐路德針對凡爾賽宮由17世紀法國雕塑家讓-巴蒂斯特·圖比創作的阿波羅噴泉進行3D雷射測量的複製工作，經三年製模和翻模工作後，最終完成了石膏模型，而送往義大利法蘭柯工作坊（Cervietti Franco & C.）採卡拉拉大理石進行雕刻，該噴泉最終於2014年完工。在繆思湖畔中央設有入口橋梁「奧林帕斯橋」，因象徵進入奧林帕斯神殿的意象得名，兩側擺設奧林帕斯十二神雕像，作為連接公園主入口至博物館主體建築的主要進出動線使用。博物館前的廣場名為「繆思」，作為戶外主要活動的舉辦場地使用。。
此外，戶外還擁有安托万-路易·巴里的銅雕藝術作品，包括《鐵修斯戰勝人馬獸》和《雄獅與蛇》的複製品。該兩件作品與奇美實業在2011年向巴黎市政府的捐助，修復二戰中受損的聖路易島的《鐵修斯戰勝人馬獸》紀念碑一事相關。由於奇美實業保存原始的《鐵修斯戰勝人馬獸》模型，經同意協助後則翻鑄兩套複製品銅像。這兩對複製品，一批留在聖路易島東端的巴里紀念碑及巴耶廣場展示，另一批於2014年安置於奇美博物館永久保存。
其他戶外設施還包括納西瑟斯觀水平台、小天使許願池和丘比特橋。其中，小天使許願池的圓形設計參考了阿爾貝-歐內斯特·卡里耶-貝洛斯的同名作品（1870至1914年間的翻鑄）。

## 館藏
奇美博物館現主展出藝術、樂器、兵器與自然史四大領域，其中包括保存全球數量最多小提琴收藏，其中包含世界各大製琴師名作。藝術方面則直展示西洋繪畫雕塑，目標為建構出基礎西洋藝術史脈絡。兵器領域，展示亞洲最完整之各國珍貴古兵器，透過戰爭兵器呈現歷史與科技演進史。自然史領域，則擁有亞洲最大動物標本收藏，其範圍涵蓋五大洲哺乳類及鳥類。

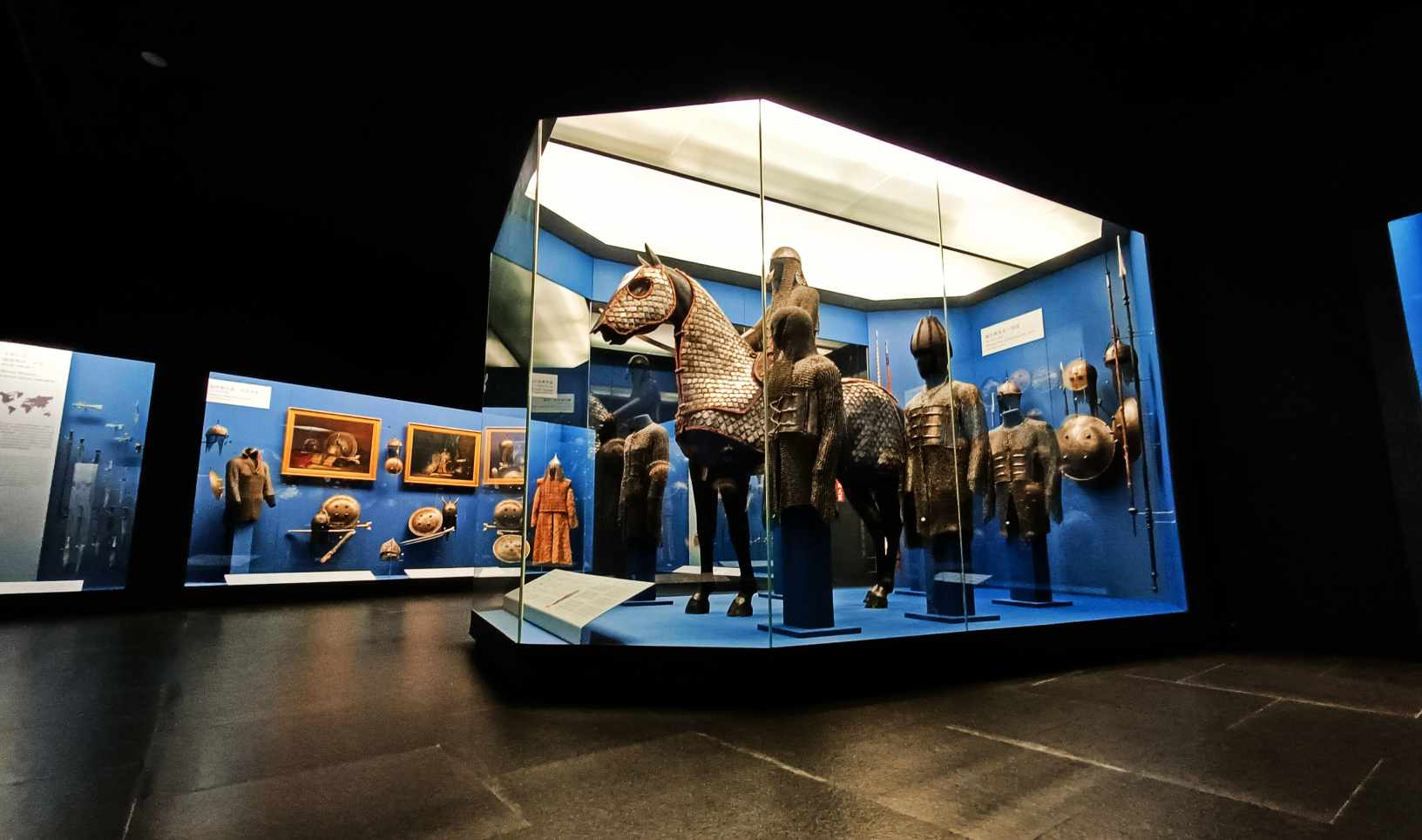
兵器廳
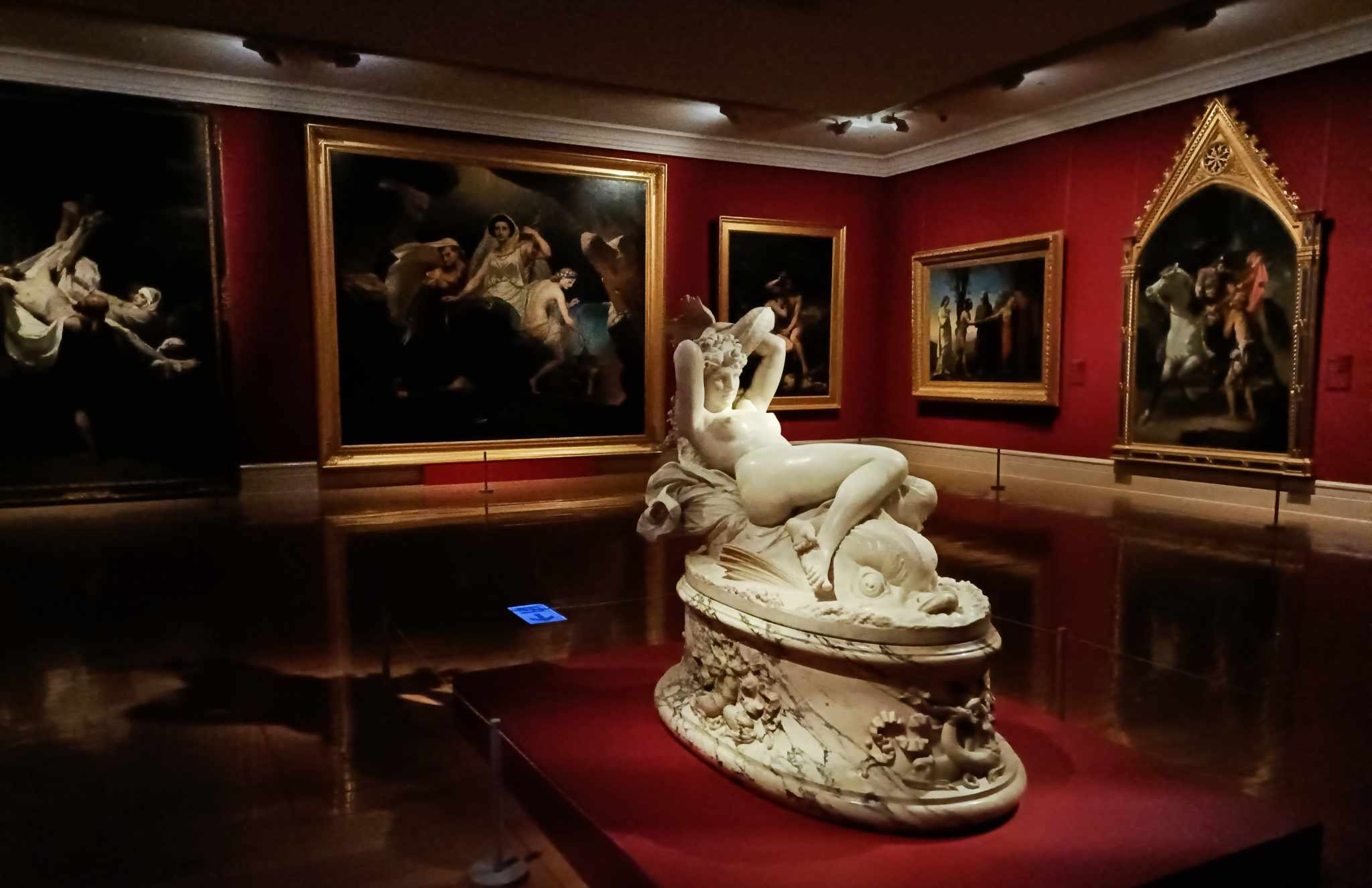
藝術廳
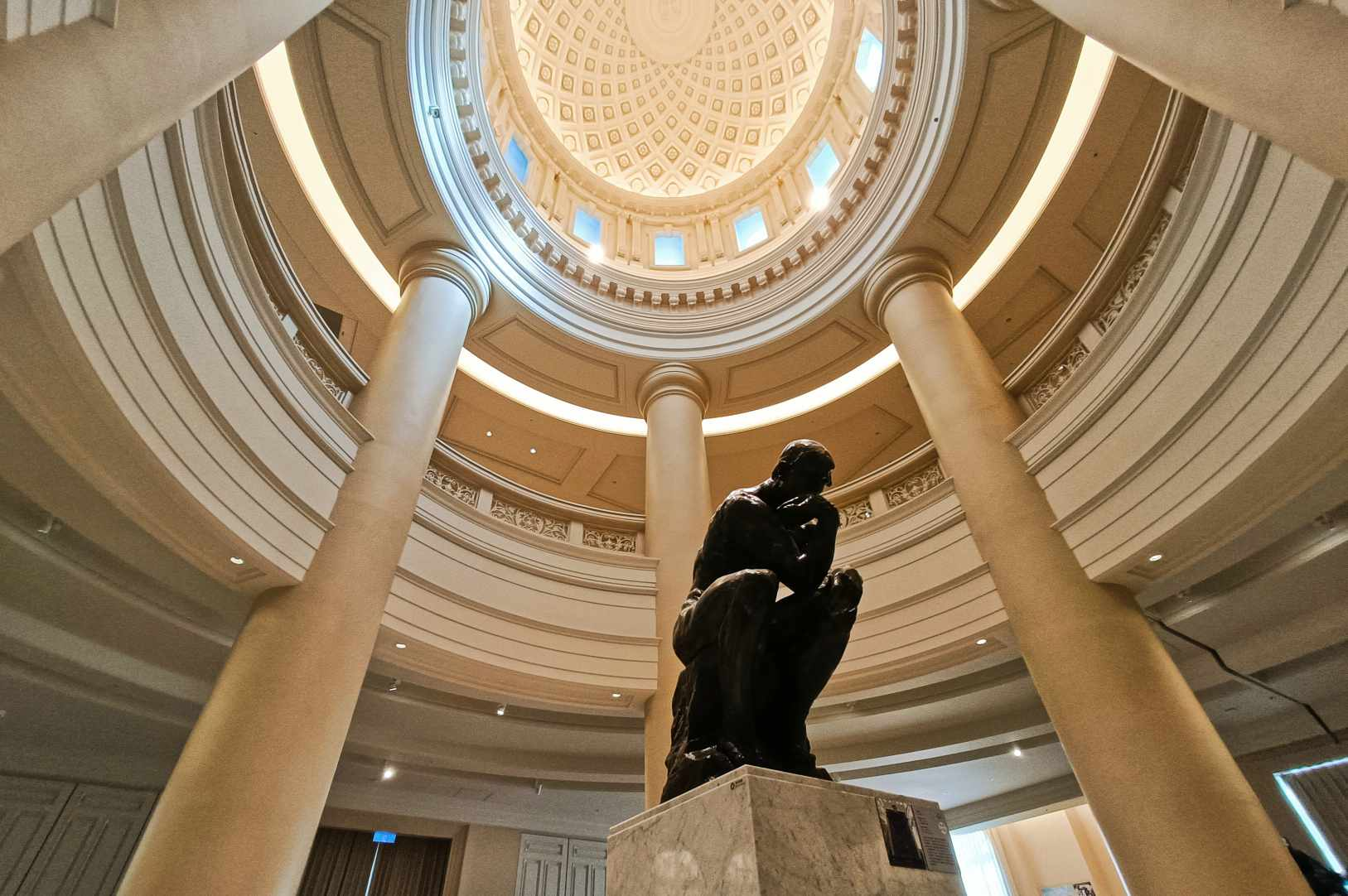
羅丹廳
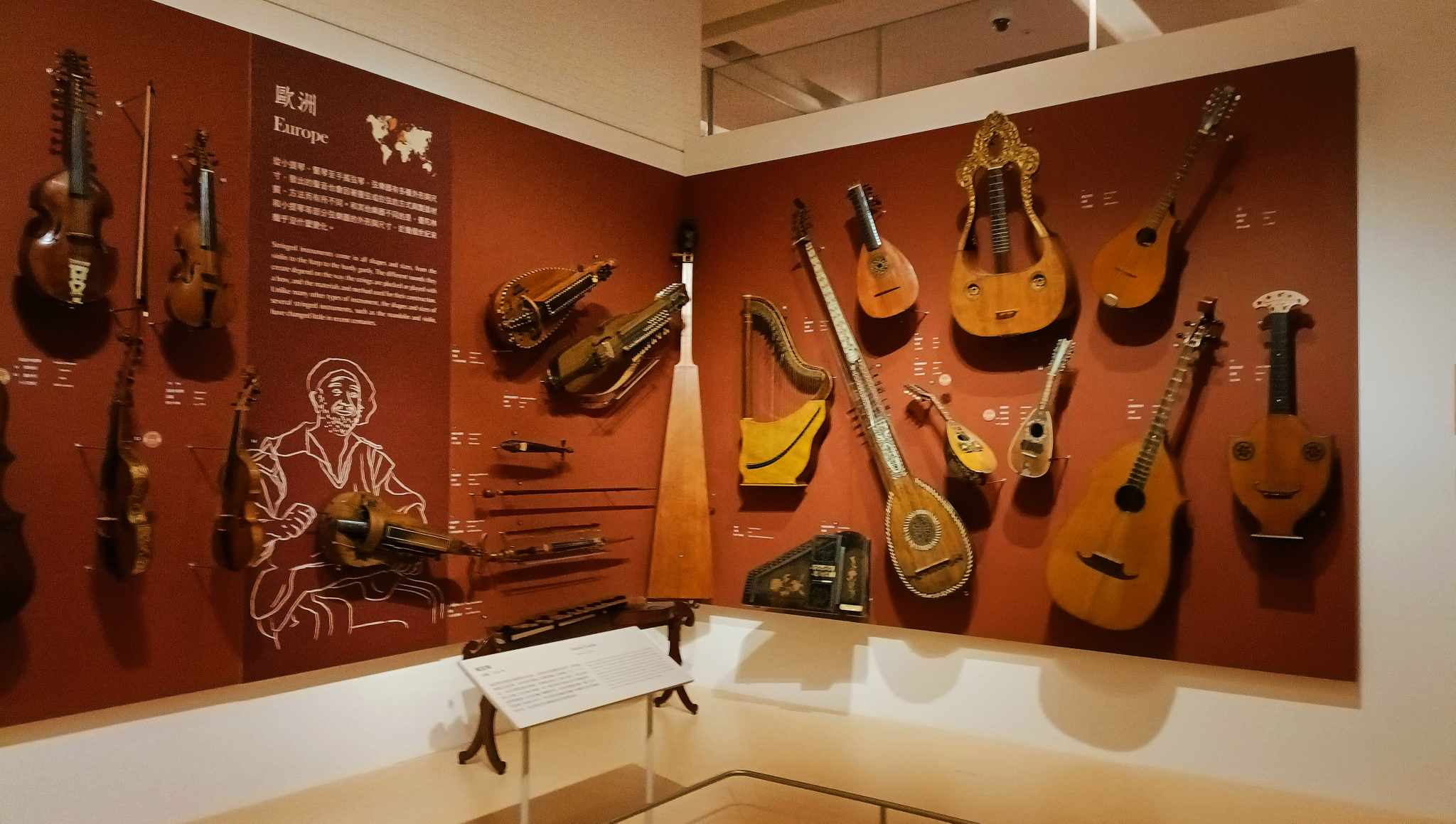
樂器廳
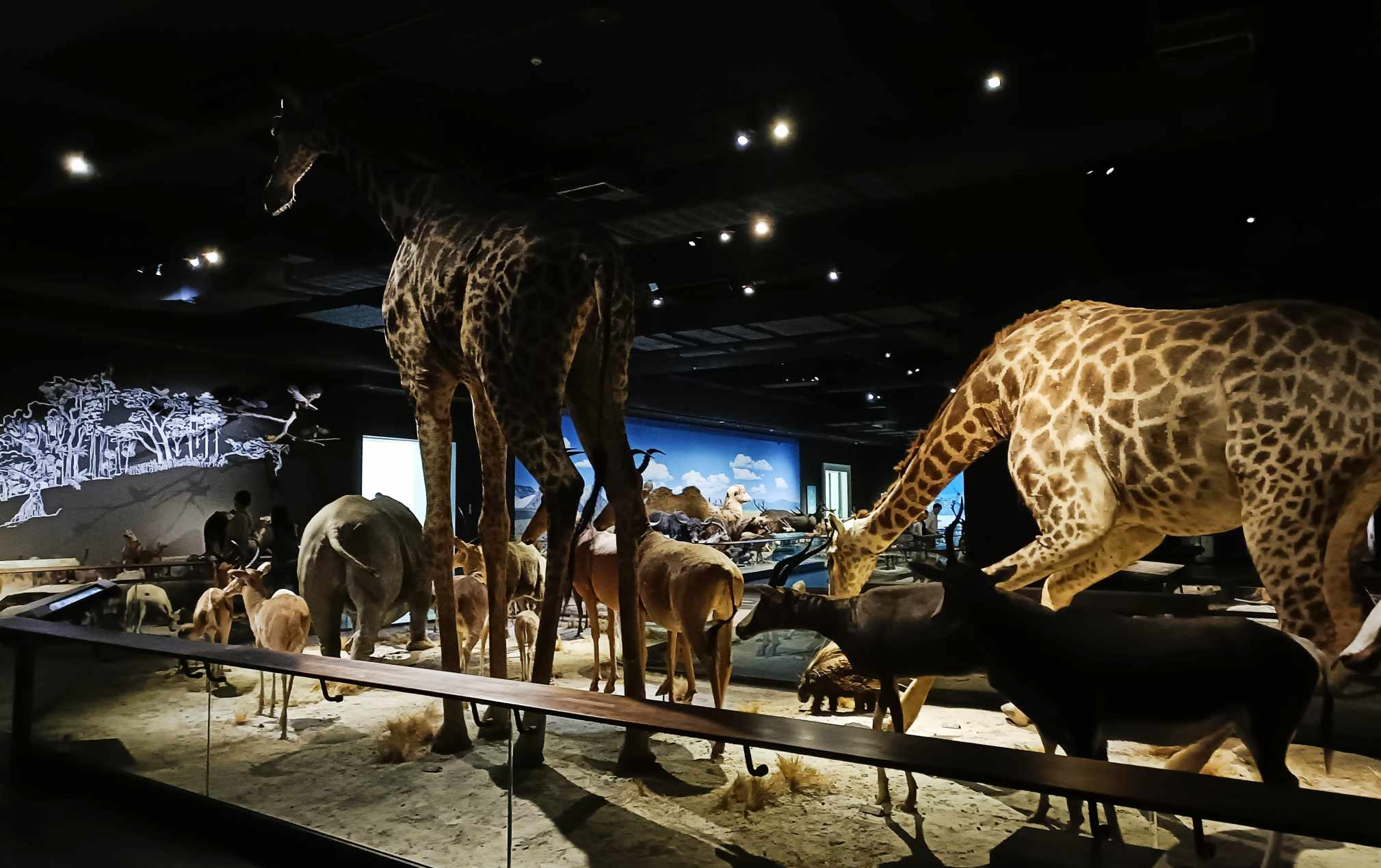
自然史廳

### 兵器廳
兵器廳位於一樓左側，其系統共分為「歐洲」與「非歐洲」兩展區，該常設展主要針對兵器按類別細緻分類，並展示自史前時代、青銅時代、鐵器時代到至近代19世紀各文明所使用的代表性兵器，當前該展示廳共收藏來自中國、日本、歐洲、古印度波斯、亞洲、中東伊斯蘭等地區之槍、弓、矛、劍、複製品及盔甲等文物。
其中，典藏文物包括巴伐利亚路德維希二世所使用的狩獵短腰刀、倫納德·莫瑞爾-拉德伊爾的米爾頓盾牌複製品、日本江戶時期的大鎧及1691年獻給蒙兀兒帝國將軍阿努普·辛格的戰甲。

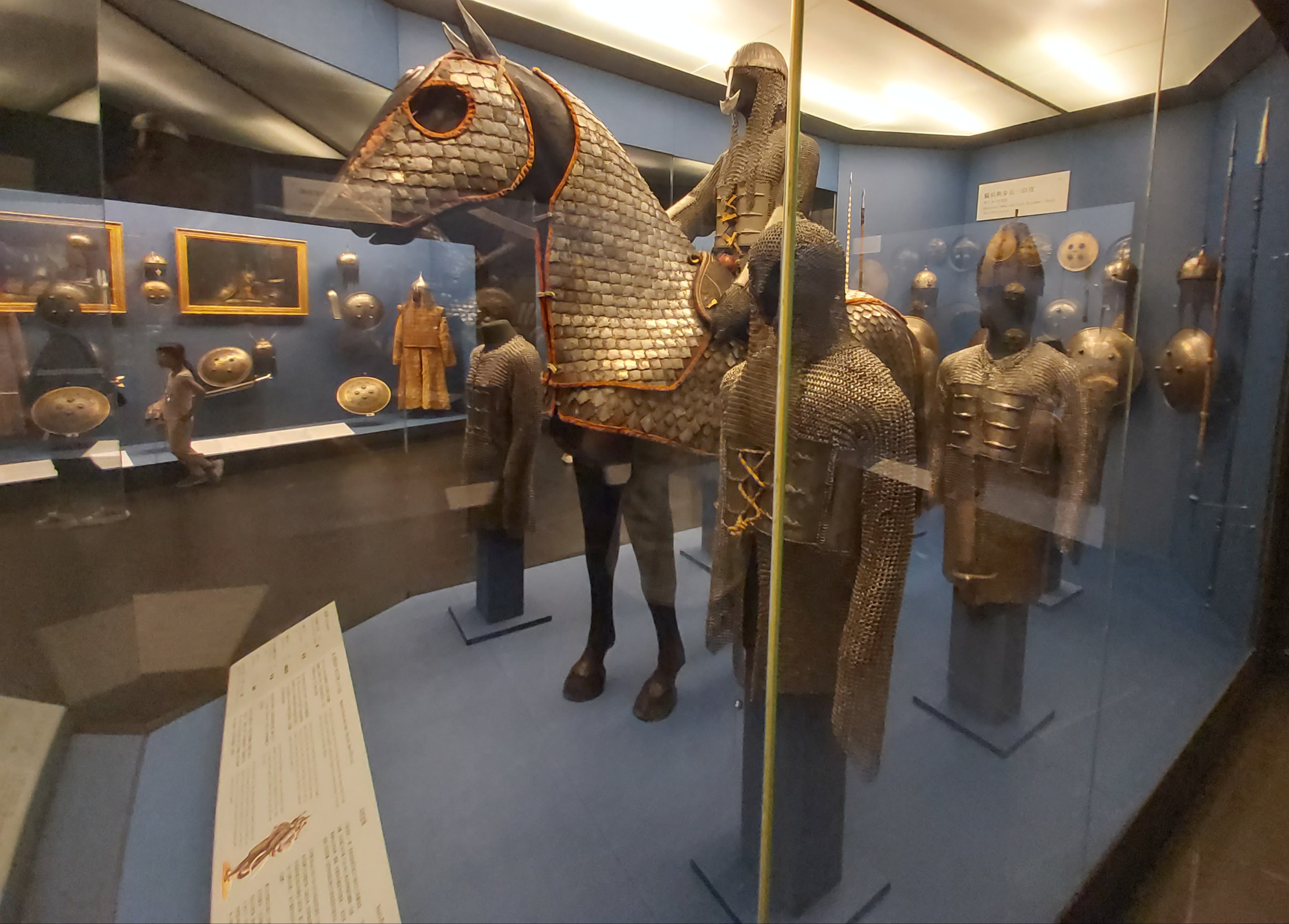
印度、波斯兵器展示
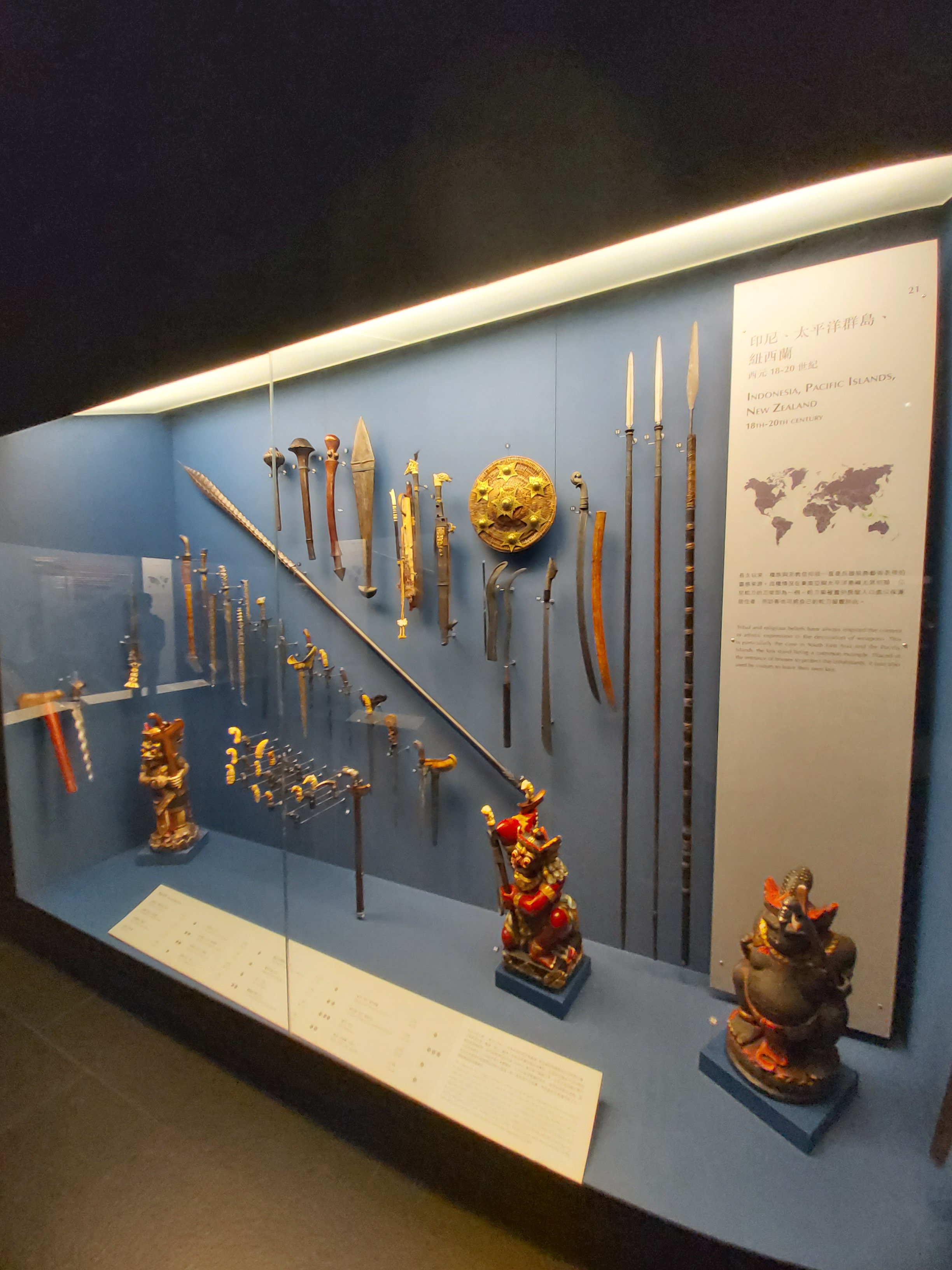
太平洋群島兵器展示
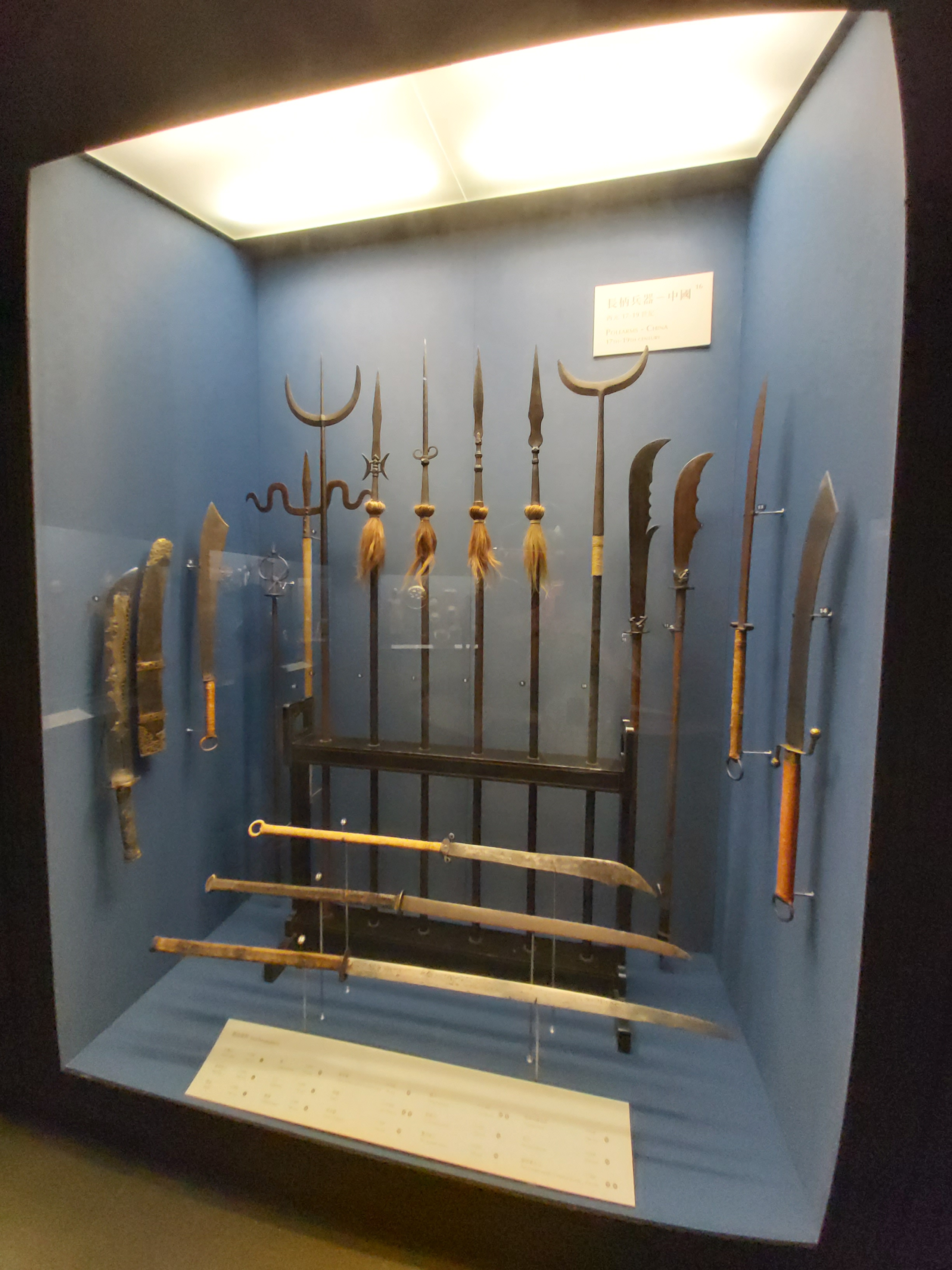
中國兵器展示
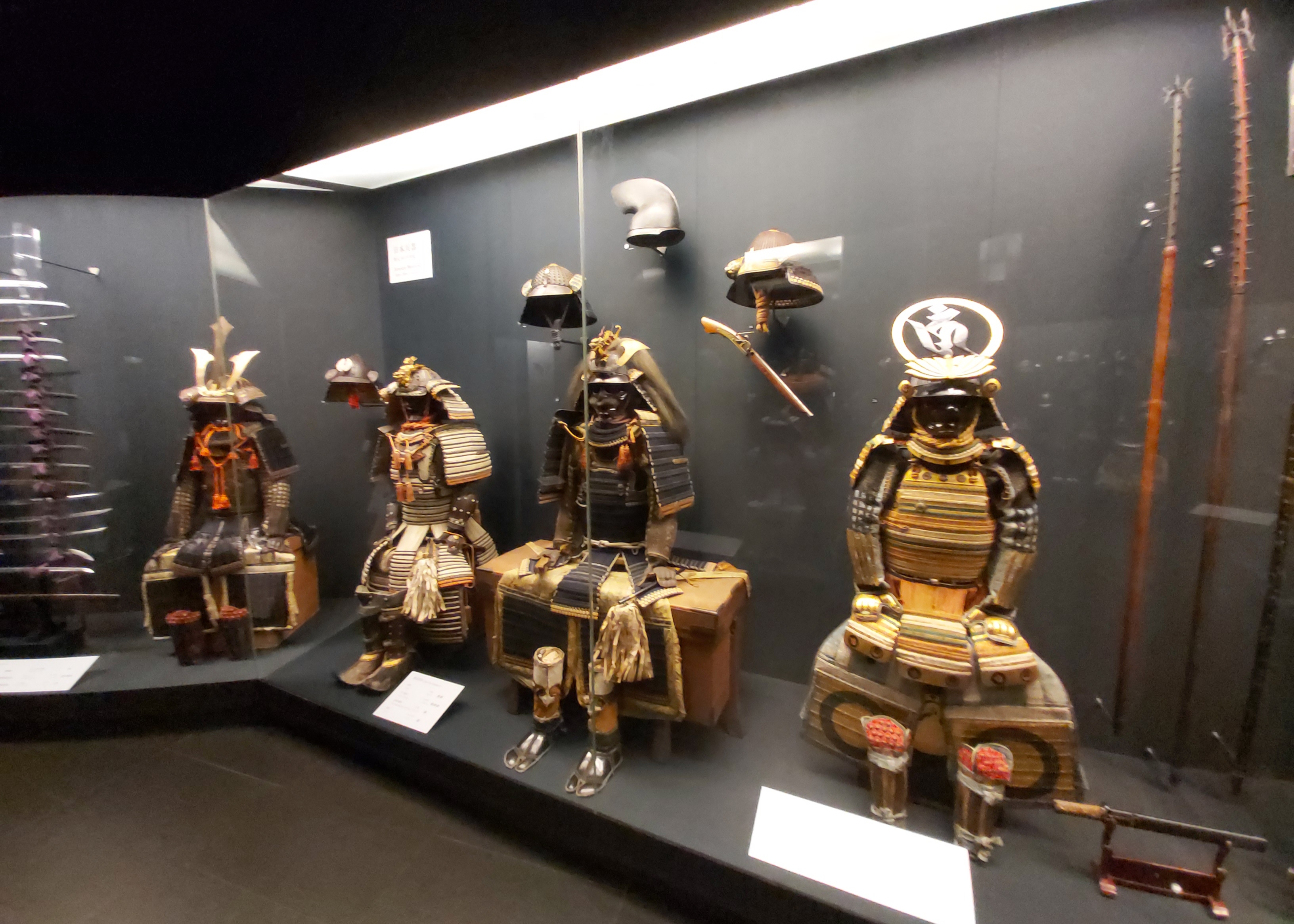
日本兵器展示
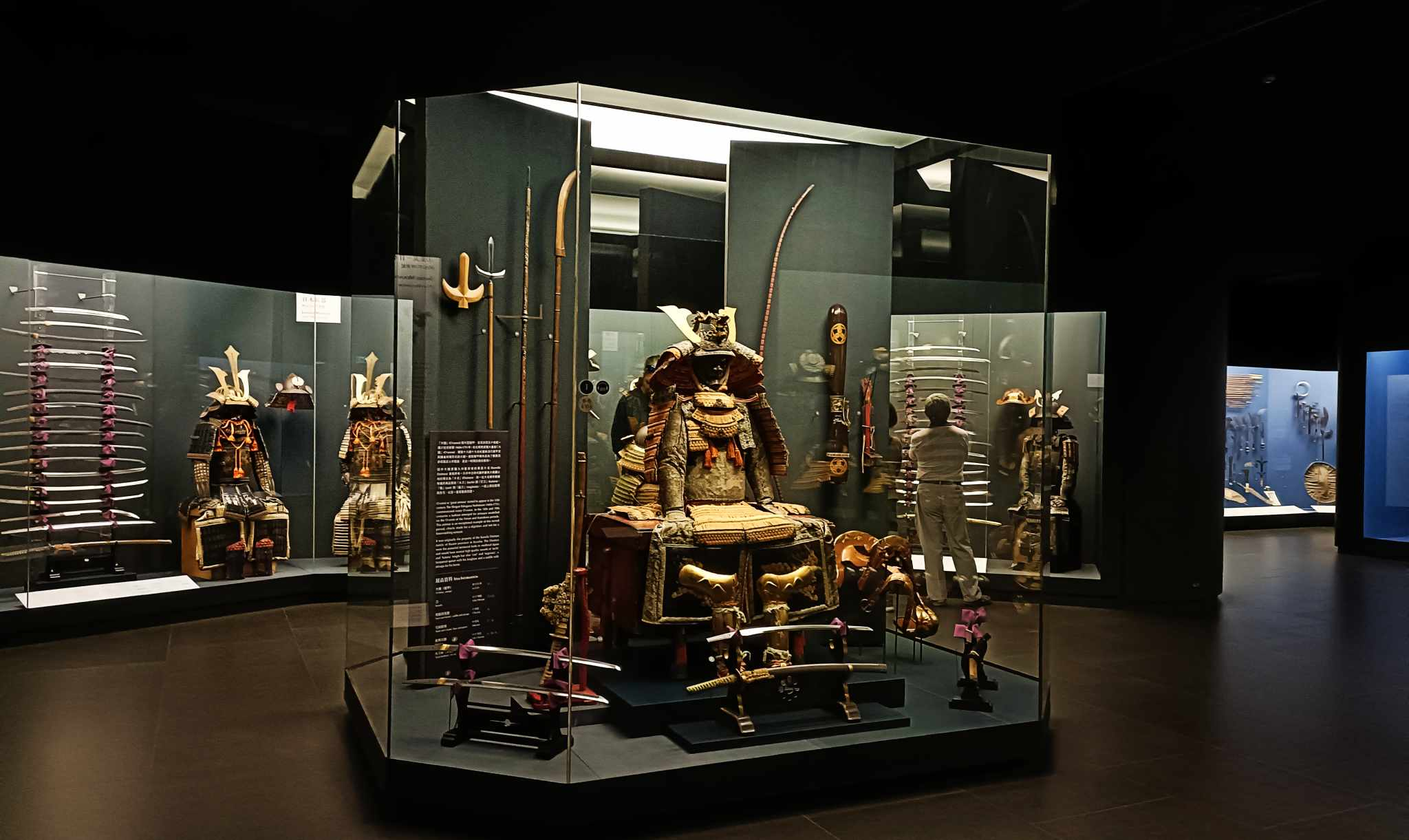
日本兵器展示
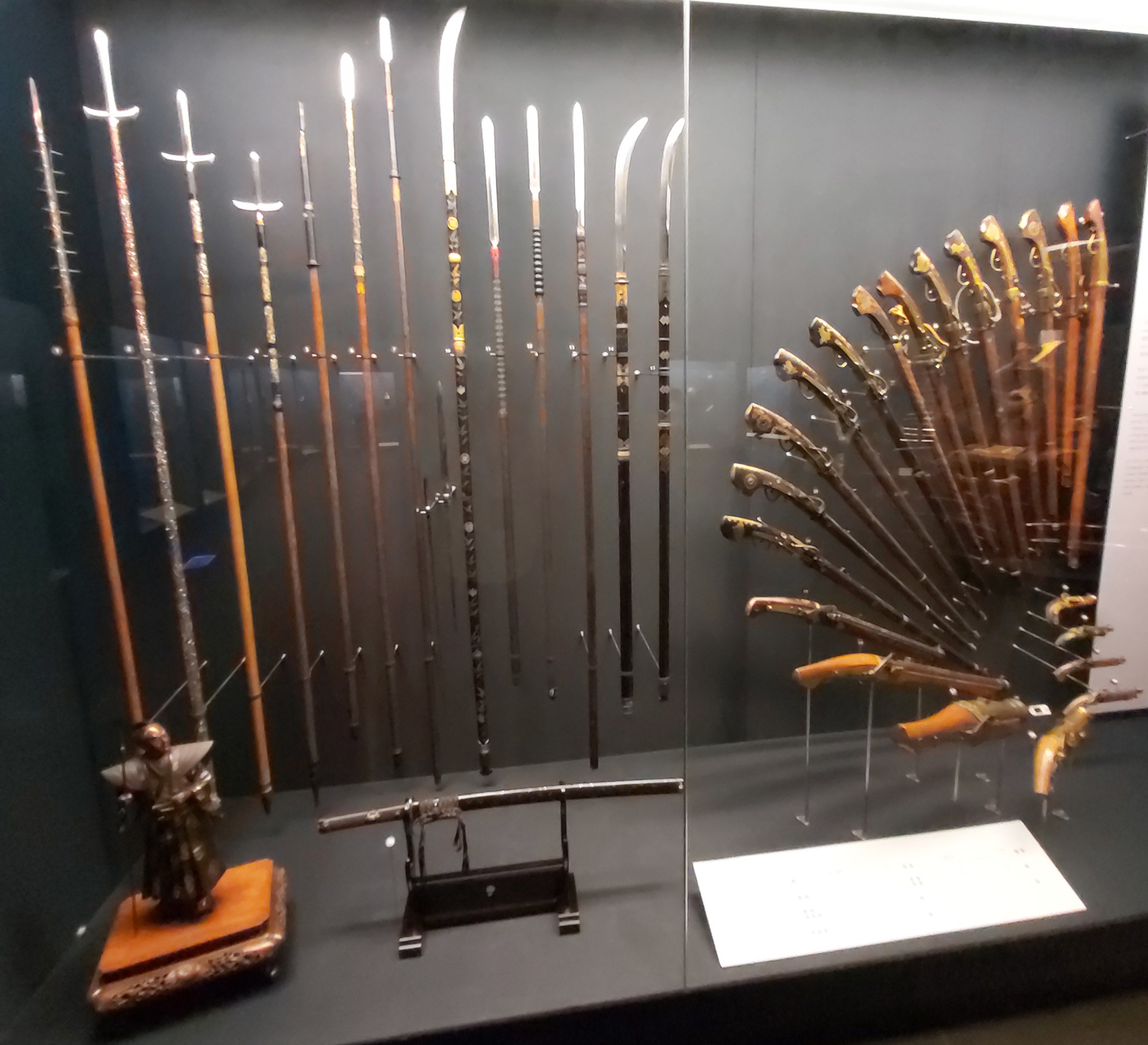
日本兵器展示
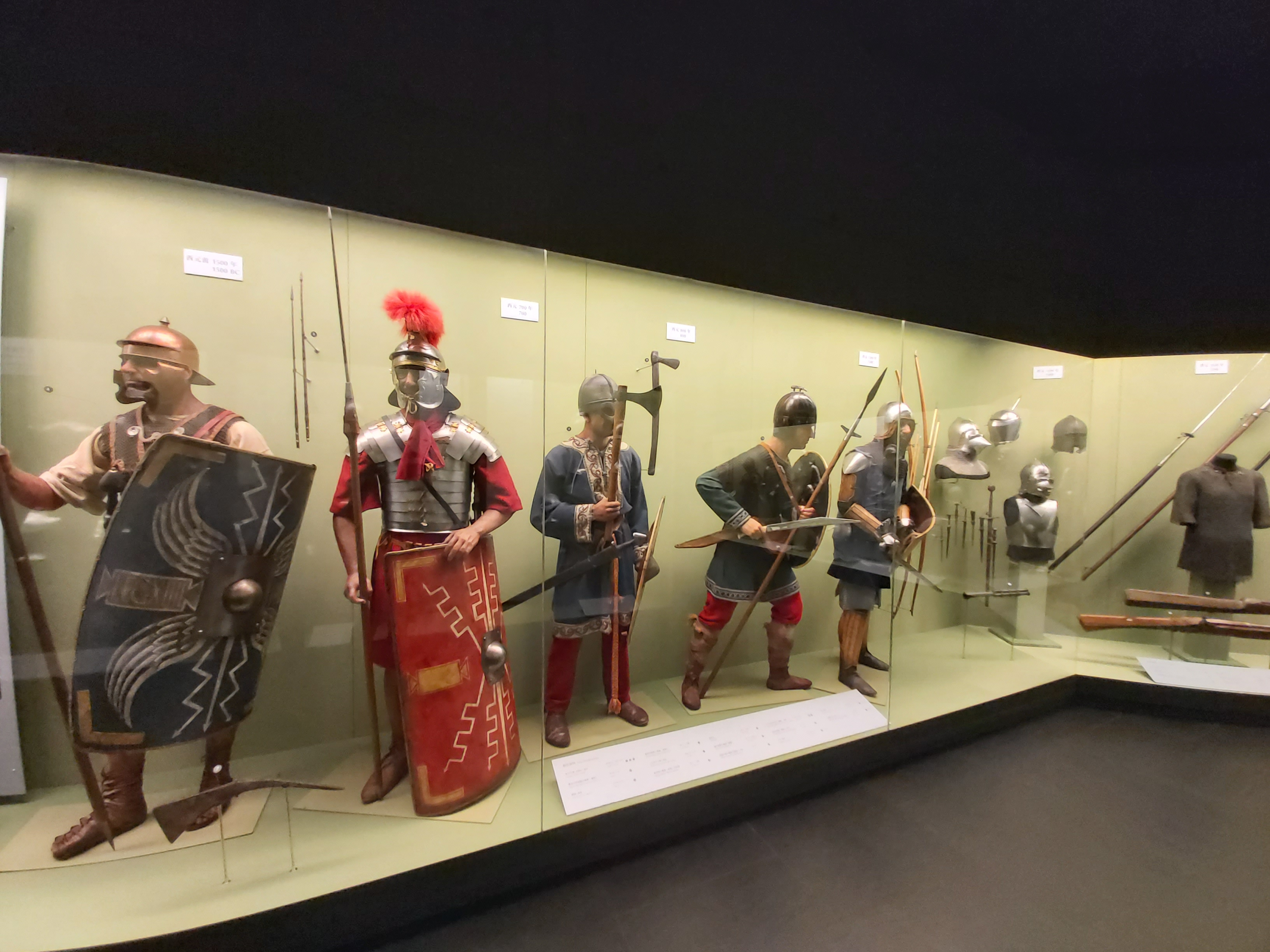
歐洲兵器展示
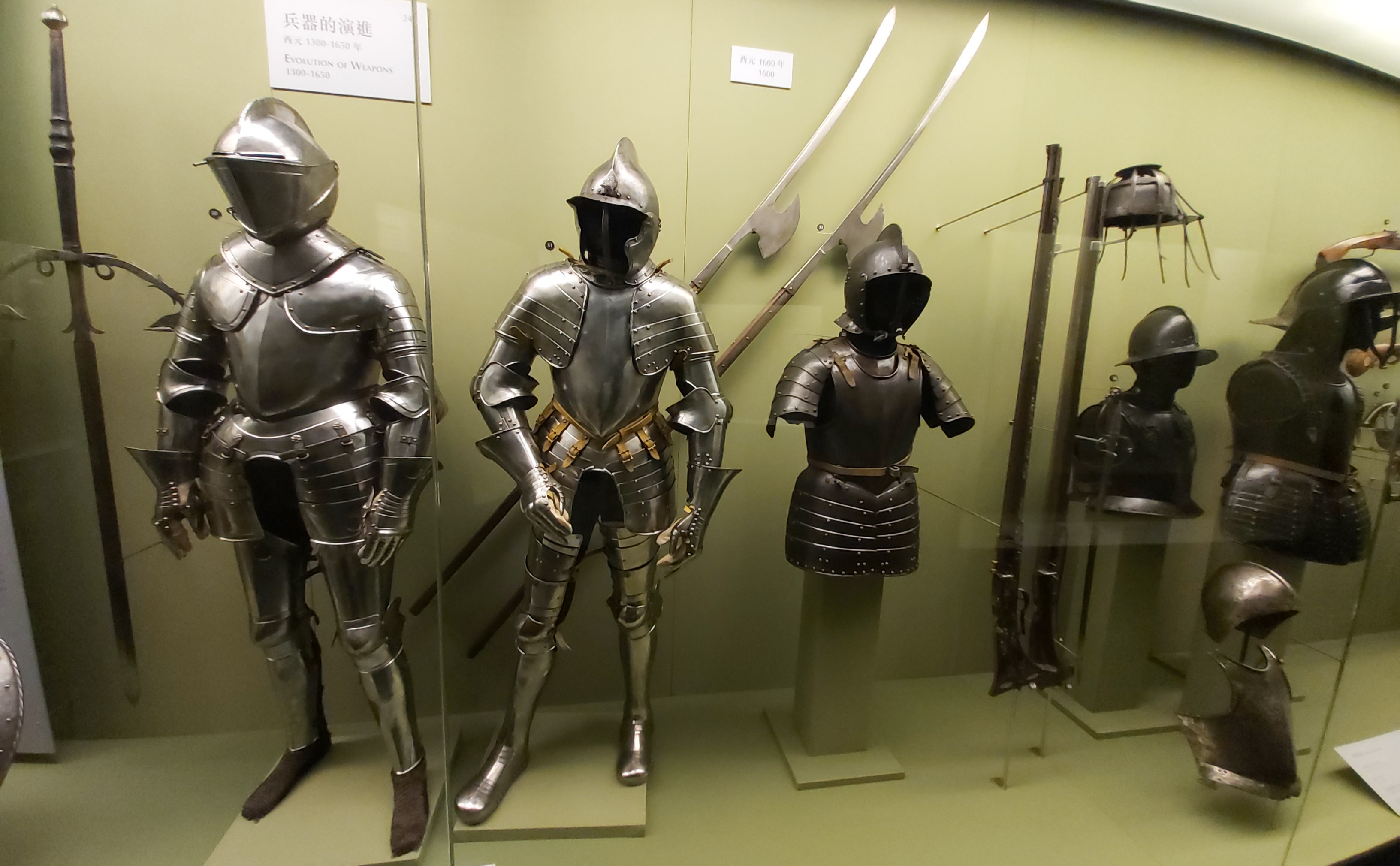
歐洲兵器展示

### 西方藝術
奇美博物館的藝術收藏以西方油畫、雕塑為主，自1988年開始有系統地廣泛蒐藏藝術史上各流派的作品，包含古羅馬帝國的馬賽克藝術、文藝復興、巴洛克、洛可可、新古典主義、浪漫主義及後印象派等派別的經典之作。其中收藏最為豐富的是十九世紀法國的繪畫與雕塑。

#### 藝術廳
藝術廳以歷史畫作為主軸，系統地展示了13至20世紀的西方藝術作品，按時期分為「13至16世紀：神性與人性」、「17至18世紀：宮廷與市井」、「19世紀：傳統與創新」以及「19至20世紀：永遠的革新」四大類。各時期展區以不同色調的牆面區隔，並特別設有「19世紀沙龍廳」，再現19世紀歐洲上流社會社交宴會的場景。
此區的重要藏品包括西班牙文藝復興時期藝術家艾爾·葛雷柯1597至1599年間的繪畫作品《聖馬丁與乞丐》複製品，該畫作為葛雷柯工作坊委託複製畫的其中一件。

藝術廳還展示了包括朱利安·迪普雷、保羅·迪·喬瓦尼·費、小卢卡斯·克拉纳赫、雅克·布蘭查德、纳尔西斯·比尔希略·迪亚斯、弗里德里希·馮·阿莫寧和朱尔·布勒东弗雷德里克·雷頓、湯瑪斯·古柏·高奇、薩爾瓦多·達利的作品。

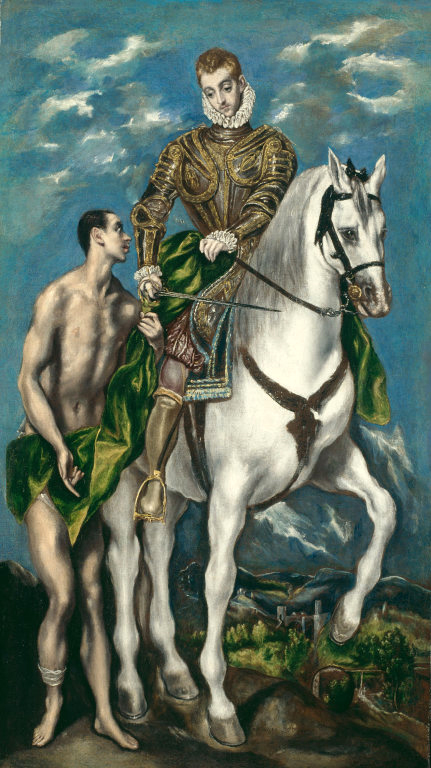
《聖馬丁與乞丐》 艾爾·葛雷柯
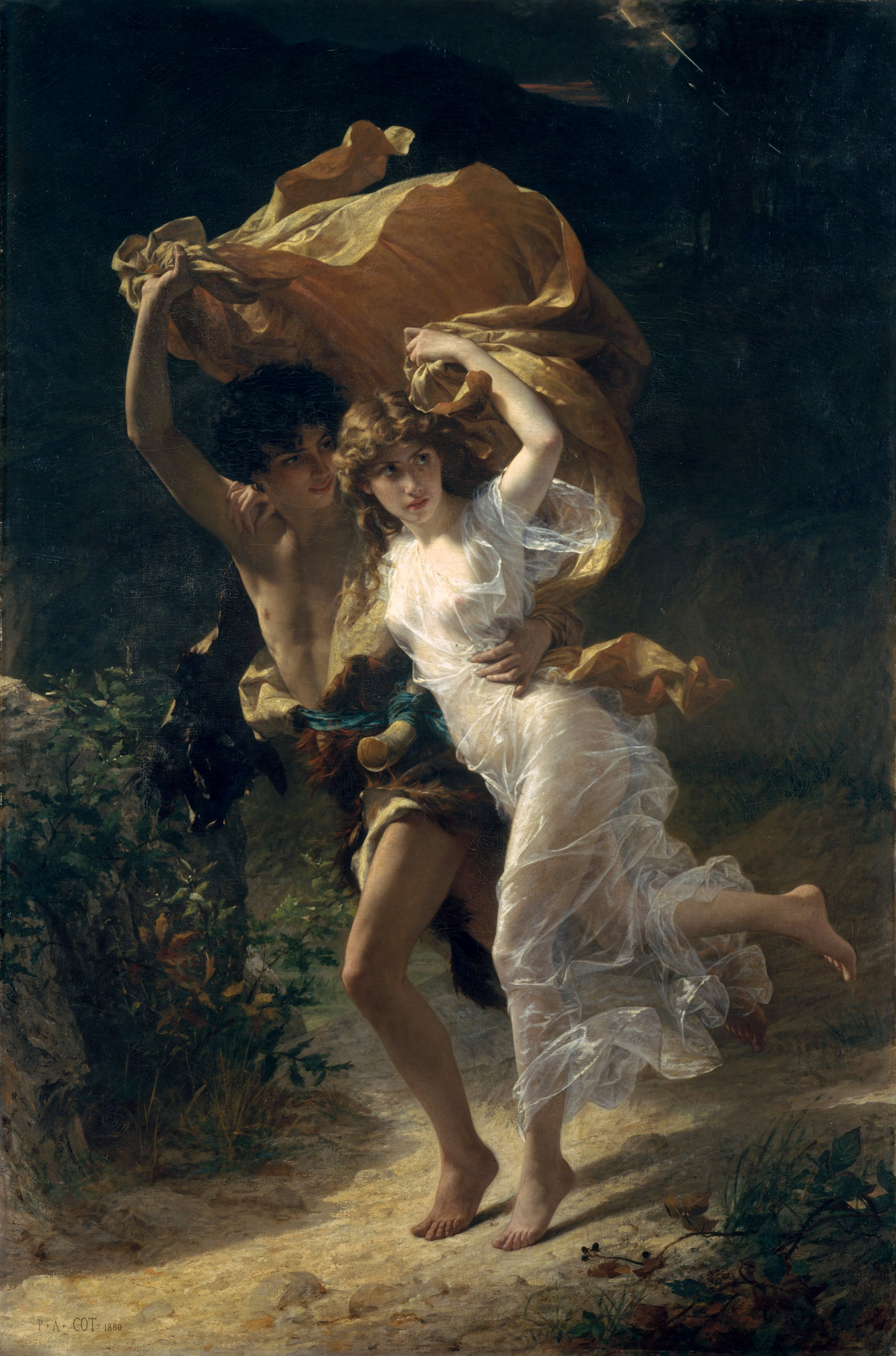
《暴風雨》 皮耶·奧古斯特·考特
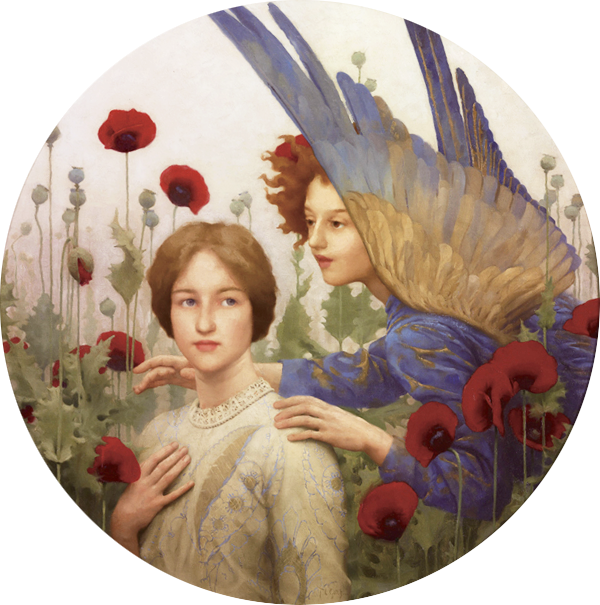
《信息》 湯瑪斯·古柏·高奇
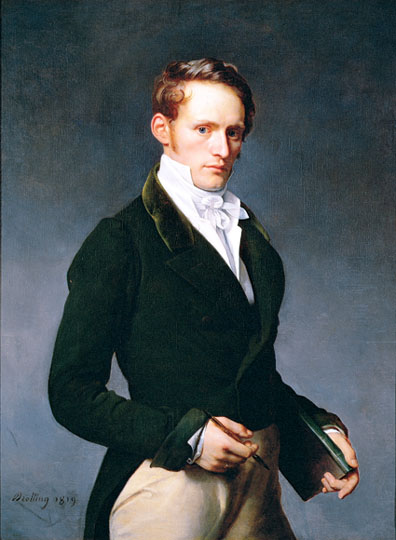
《藝術家肖像》 米歇爾·馬丁·德羅林
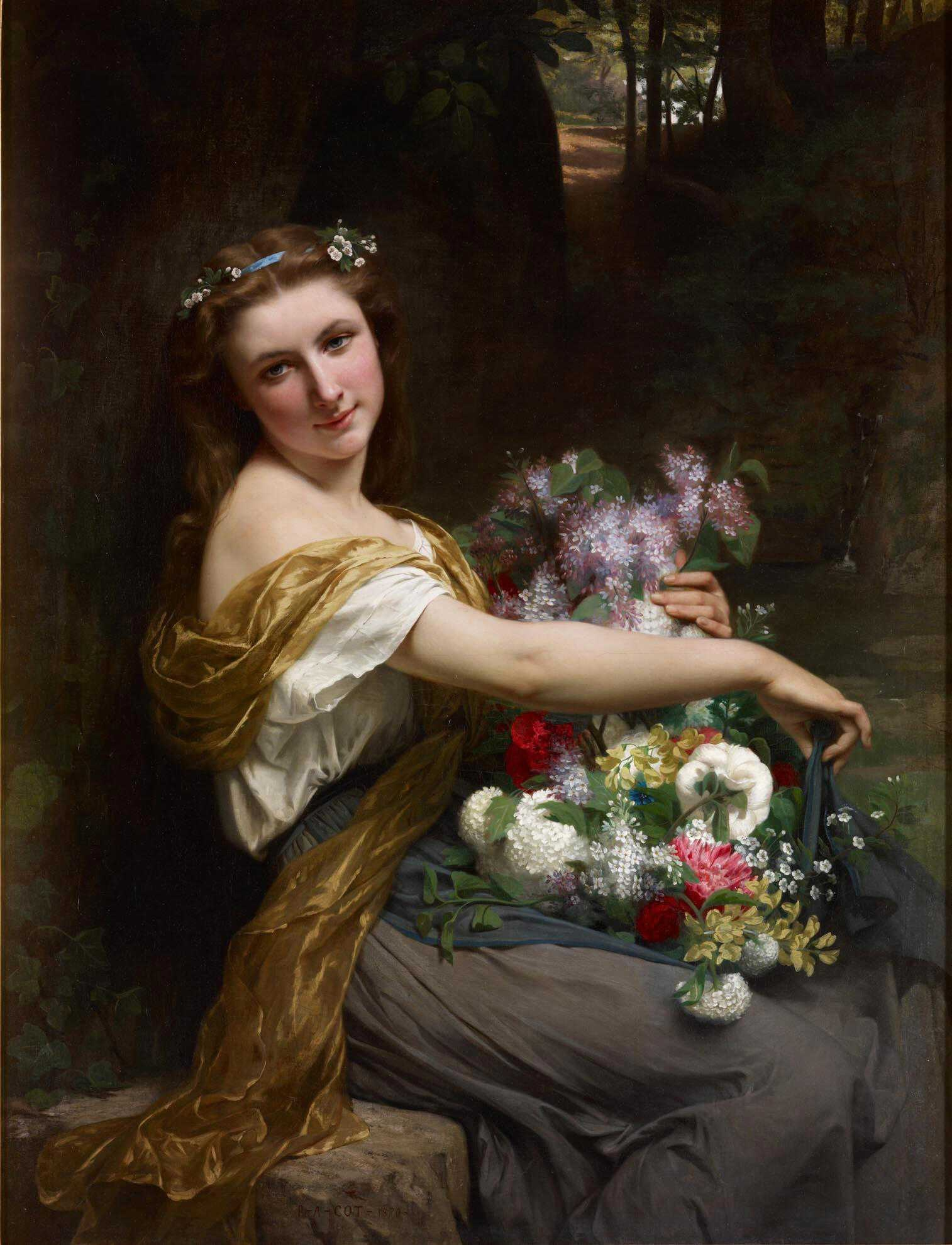
《黛尼希雅》 皮耶·奧古斯特·考特
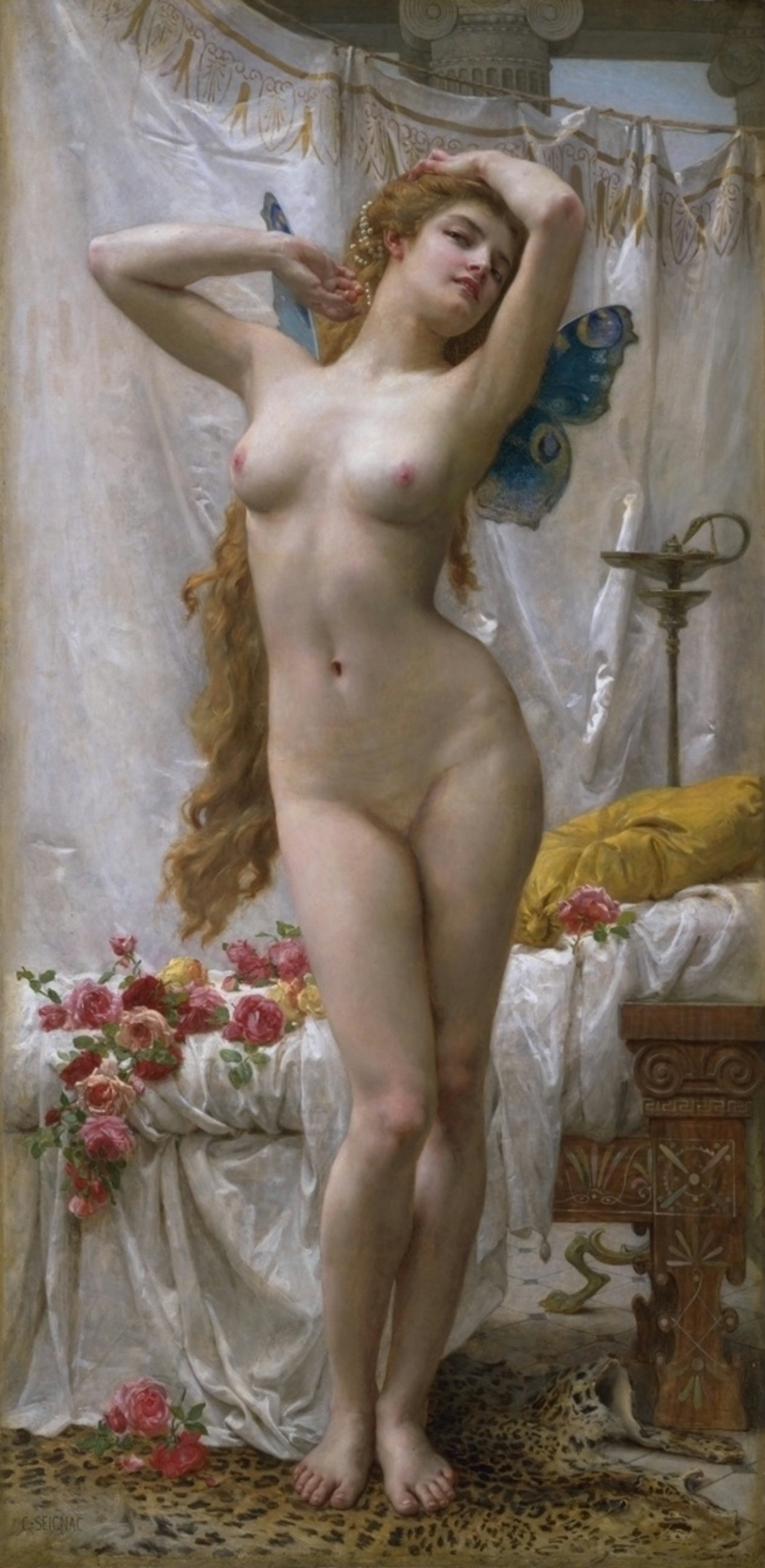
《賽姬甦醒》 吉庸姆‧賽伊涅克
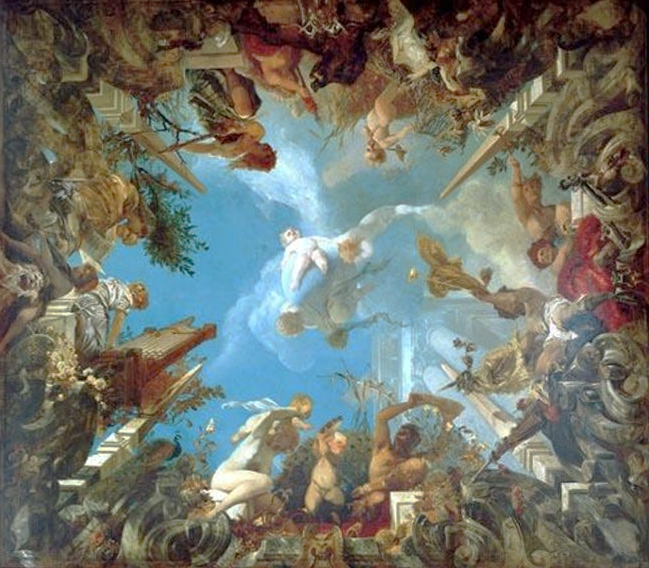
《音樂的寓意》 漢斯·馬卡特
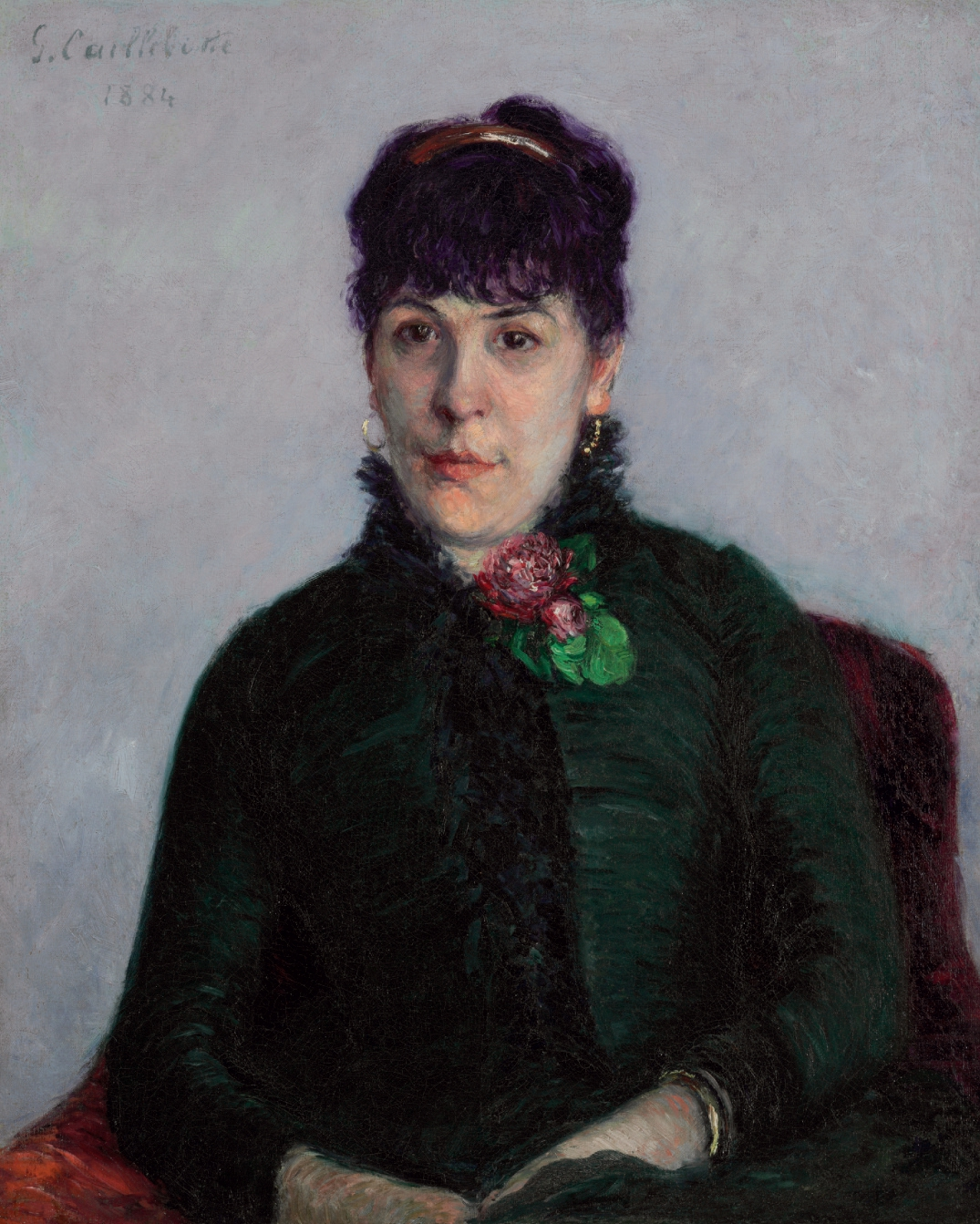
《玫瑰女人》 古斯塔夫·卡耶博特
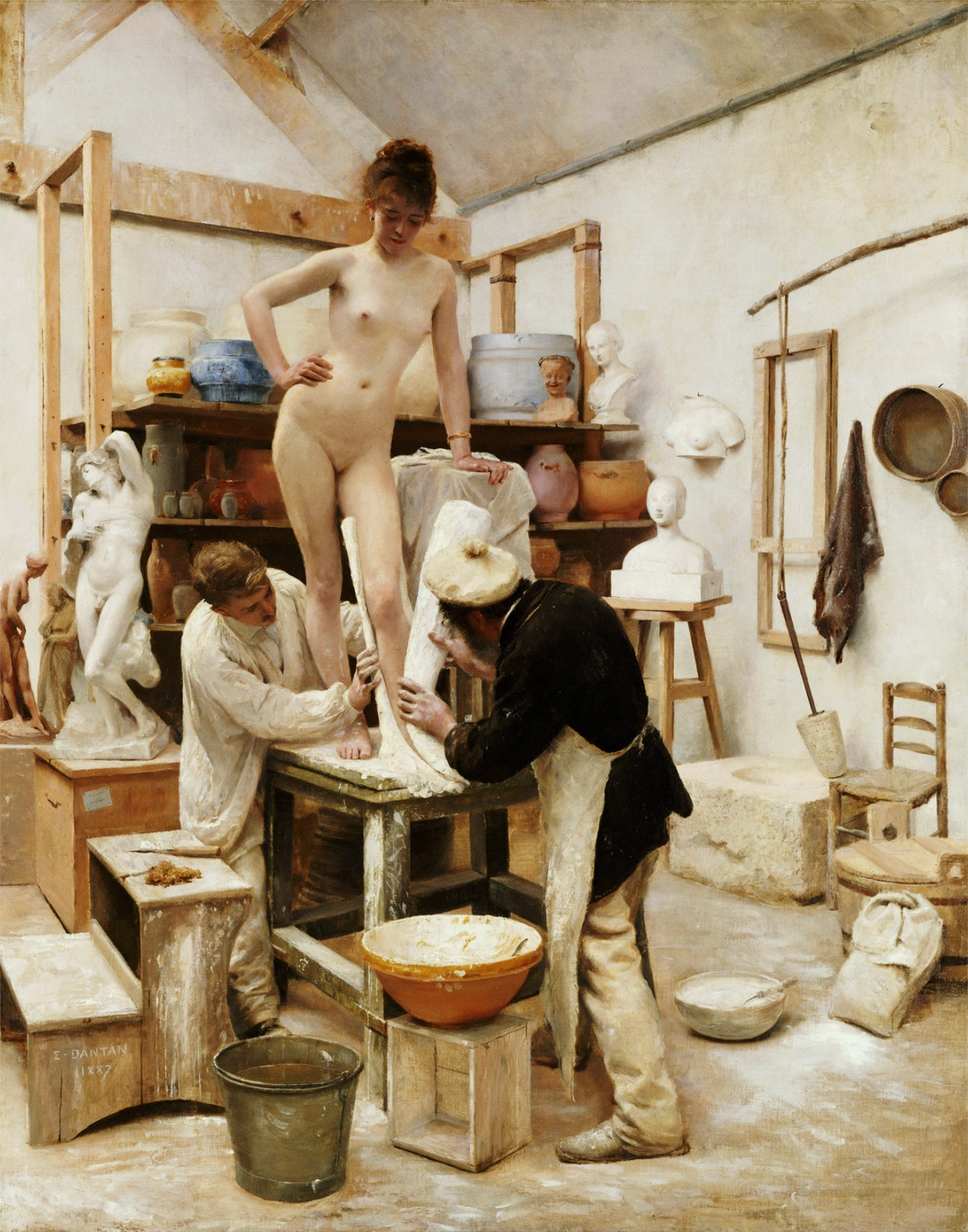
《實體製模》 愛德華·約瑟夫·丹坦
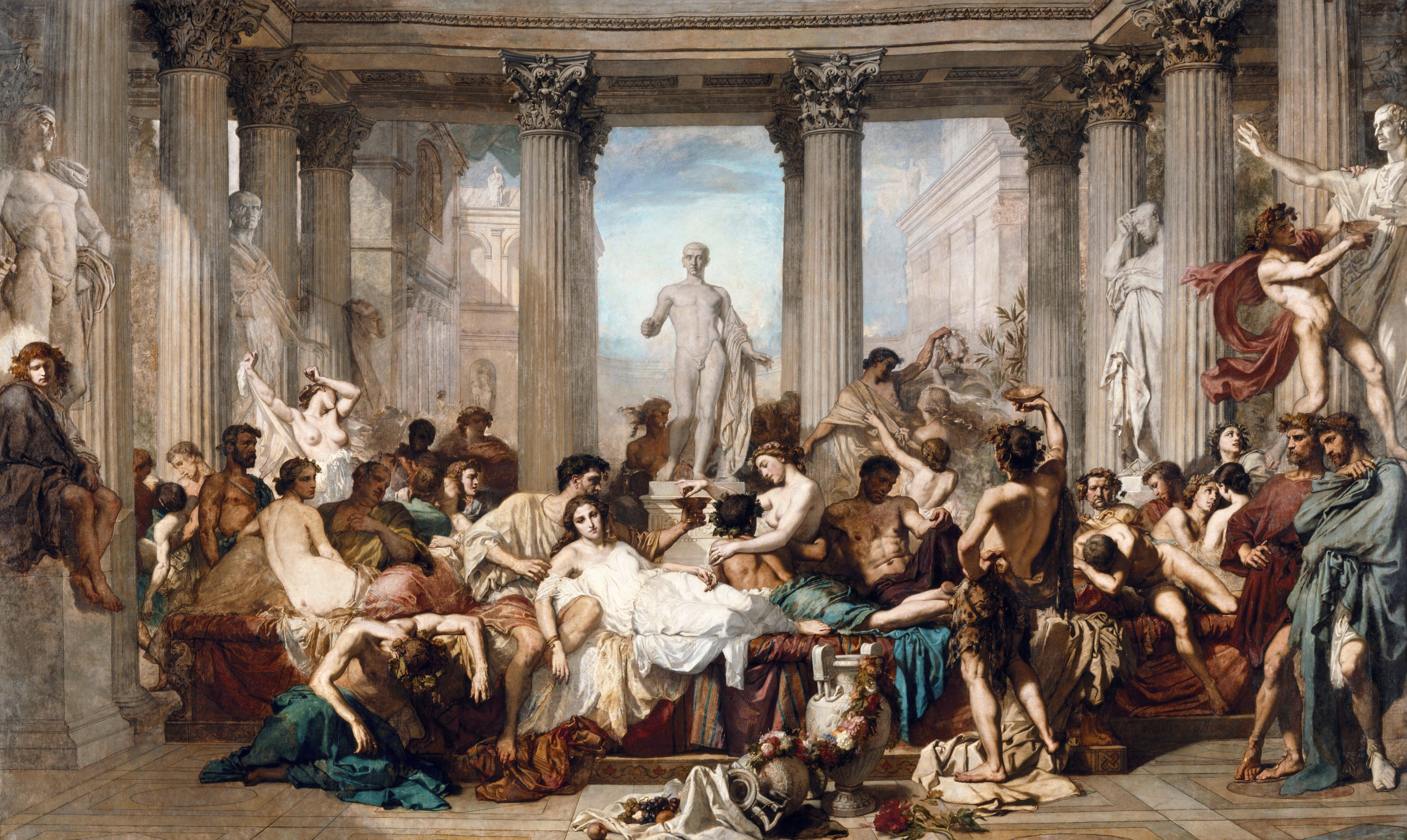
《羅馬的衰亡》 托馬·庫蒂爾
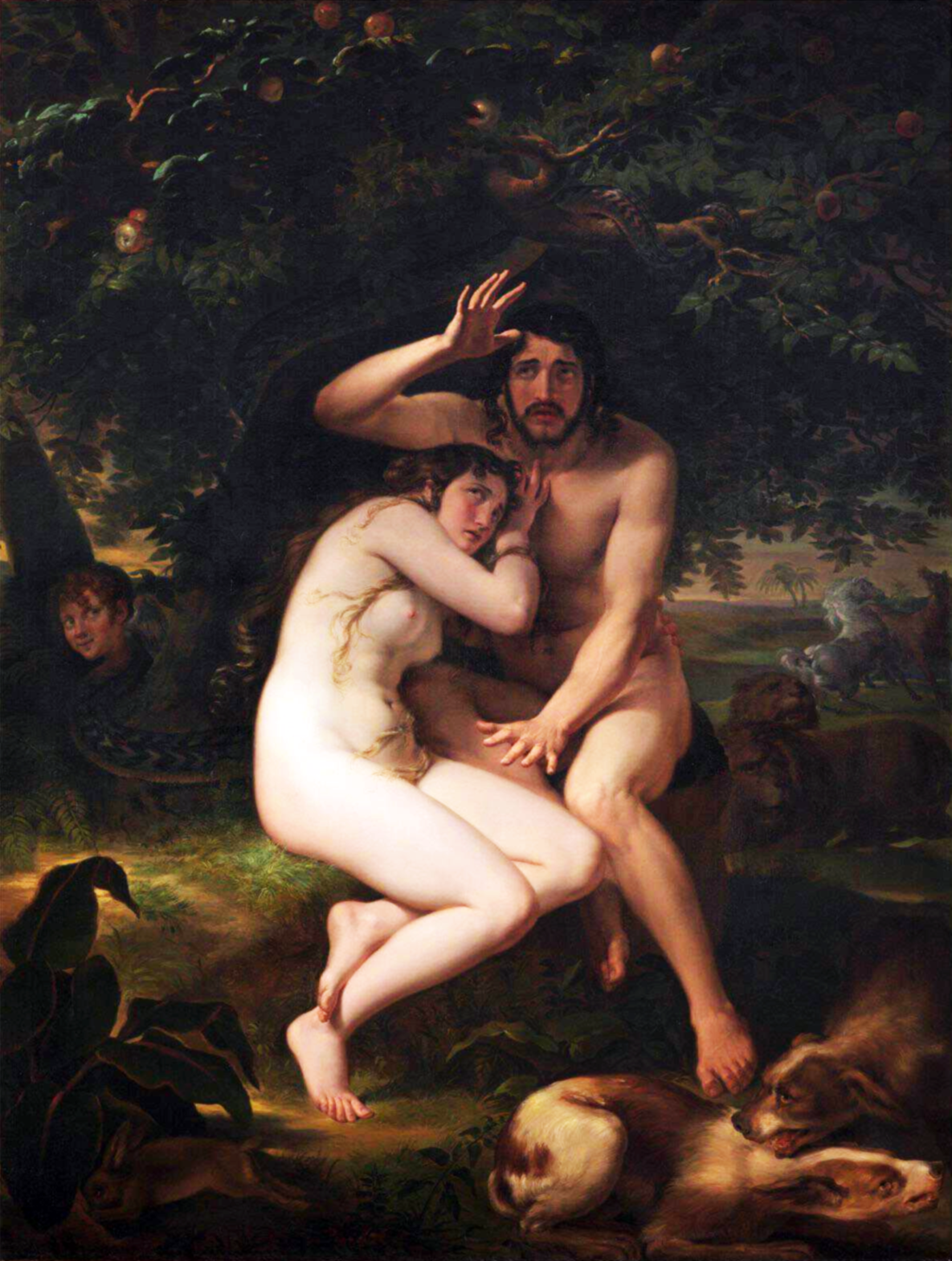
《亞當與夏娃》
朱塞佩·索尼（英语：Giuseppe Sogni）
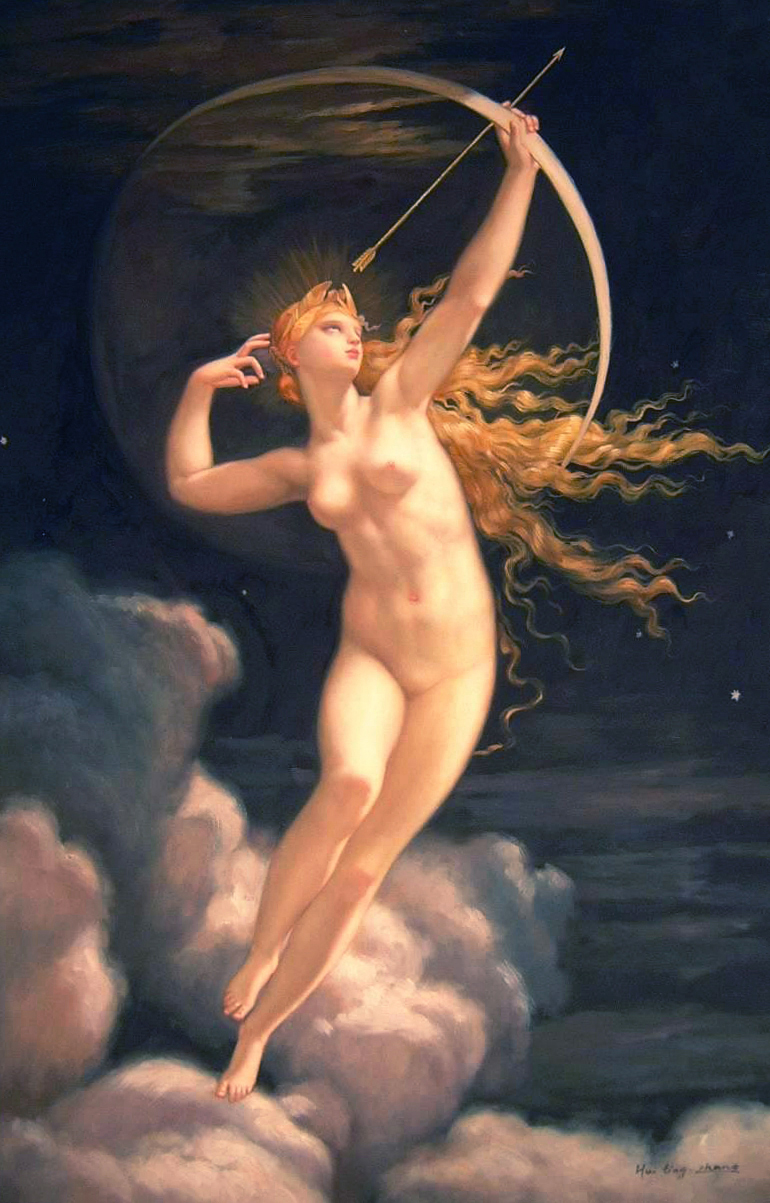
《月神塞勒涅》 朱爾斯·路易·馬沙爾（Jules L.Machard）
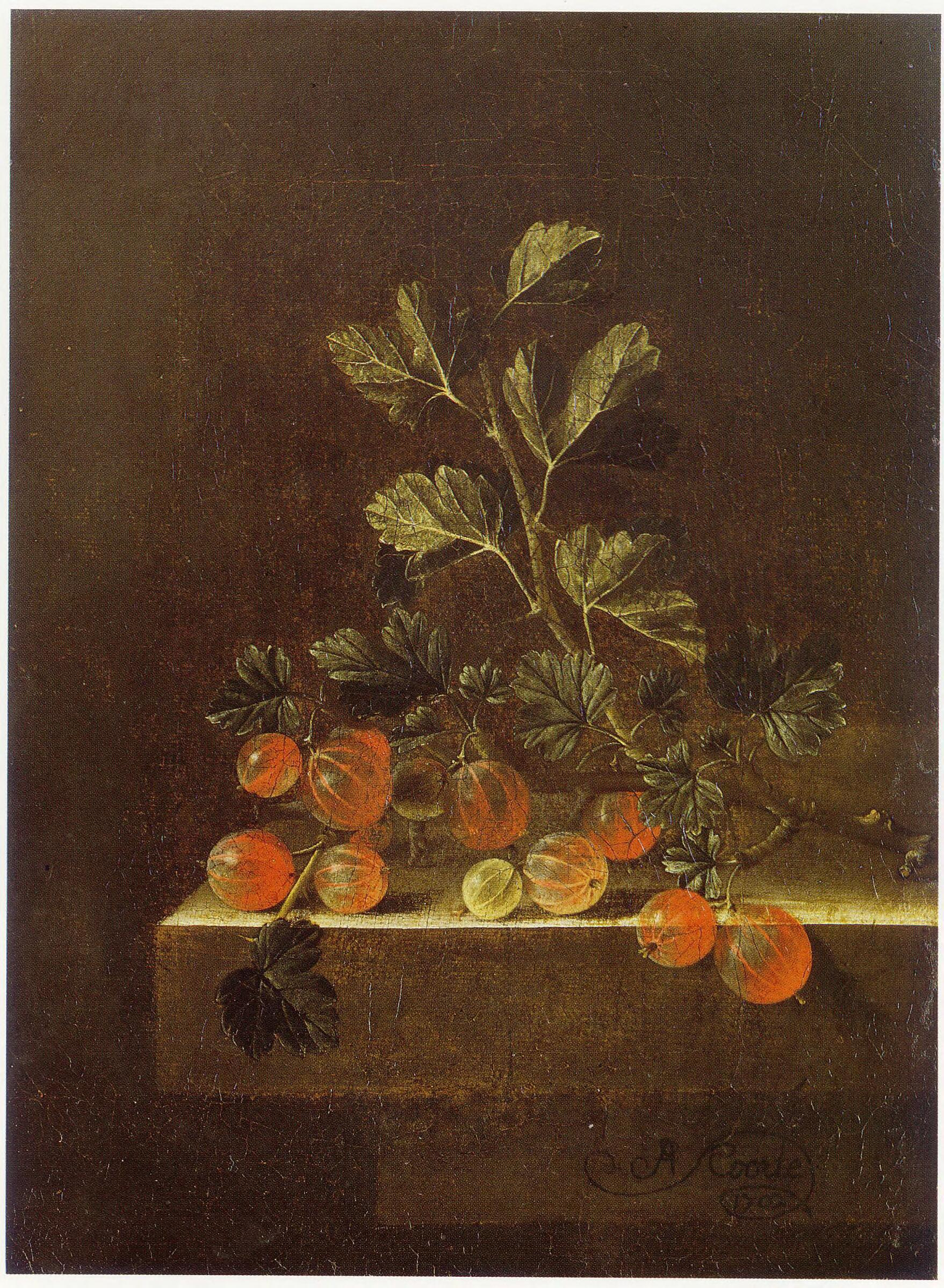
《靜物與醋栗噴霧》 阿德里安·庫爾特
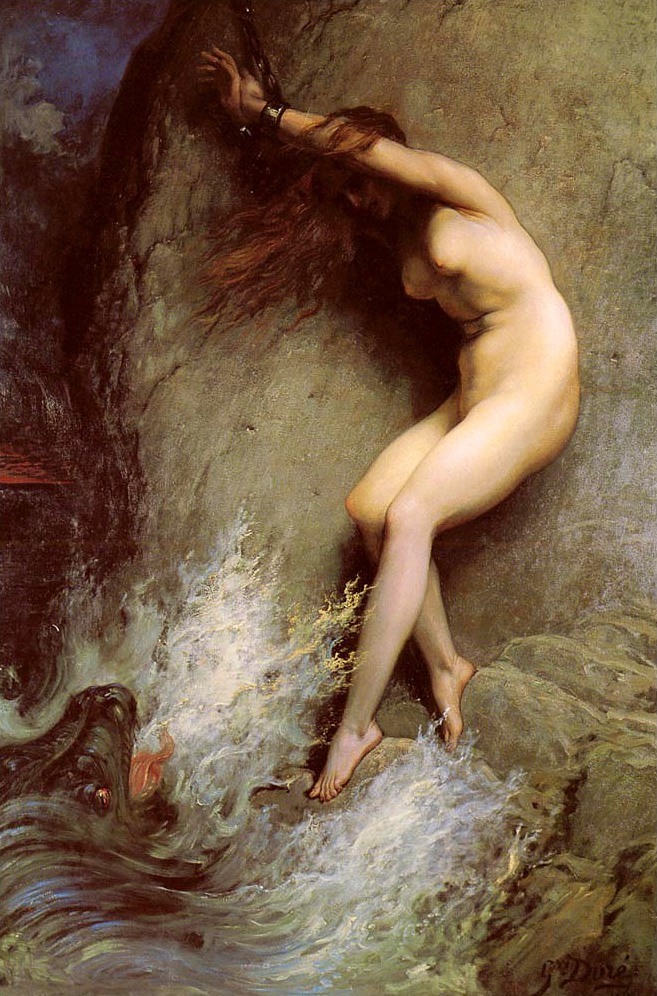
《安卓米達》 古斯塔夫·多雷
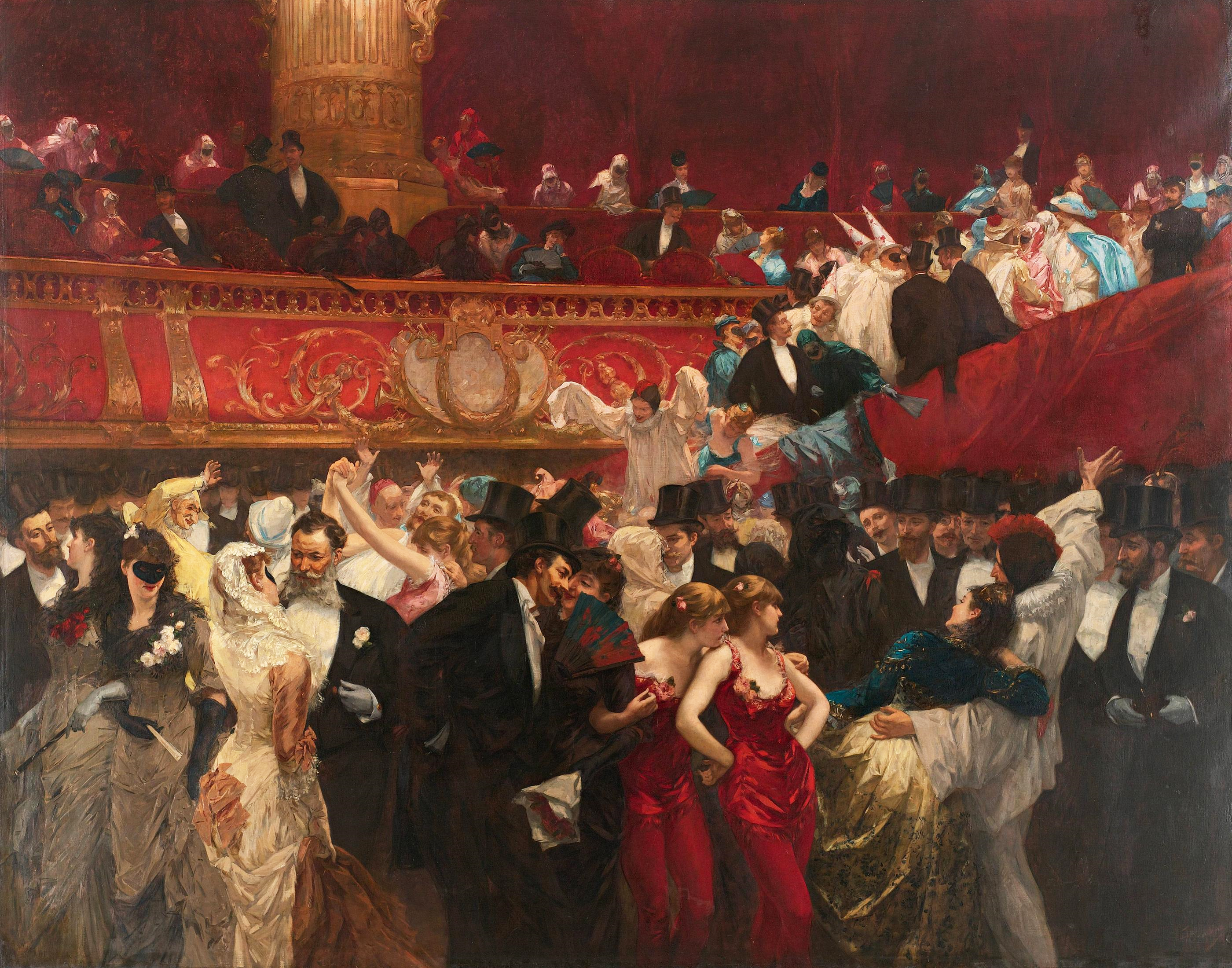
《化妝舞會》 夏尔·埃尔曼

#### 雕塑大道
雕塑大道除作為博物館中央廊道的主要線區域，同時充當館內雕塑展區的場所。該區域空間採用了挑高設計和天窗。雕塑大道分為一樓和二樓兩層，其中一樓主要展示19和20世紀的雕塑作品，而二樓則專注於展示古希臘、古羅馬至19世紀的雕塑藝術。並展示了安托万·布德尔、亨利·韋克斯、乔治·弗雷德里克·沃茨、多納托·巴卡利亞、普侯斯貝‧戴比奈、阿爾貝-歐內斯特·卡里耶-貝洛斯、西蒙尼·比昂構、阿姆萊托·卡塔爾迪、葛文·馬庫斯等人的作品。

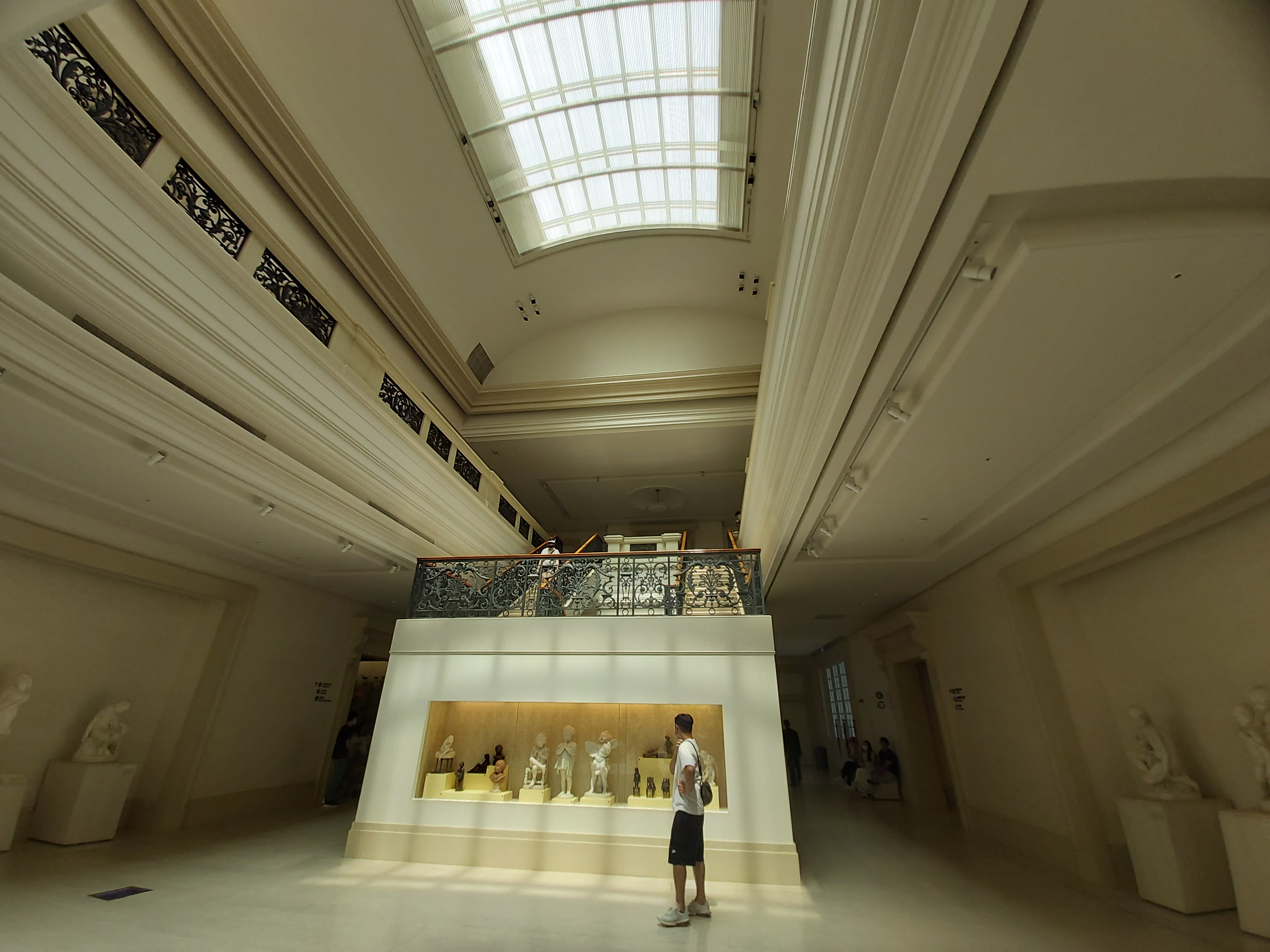
雕塑大道
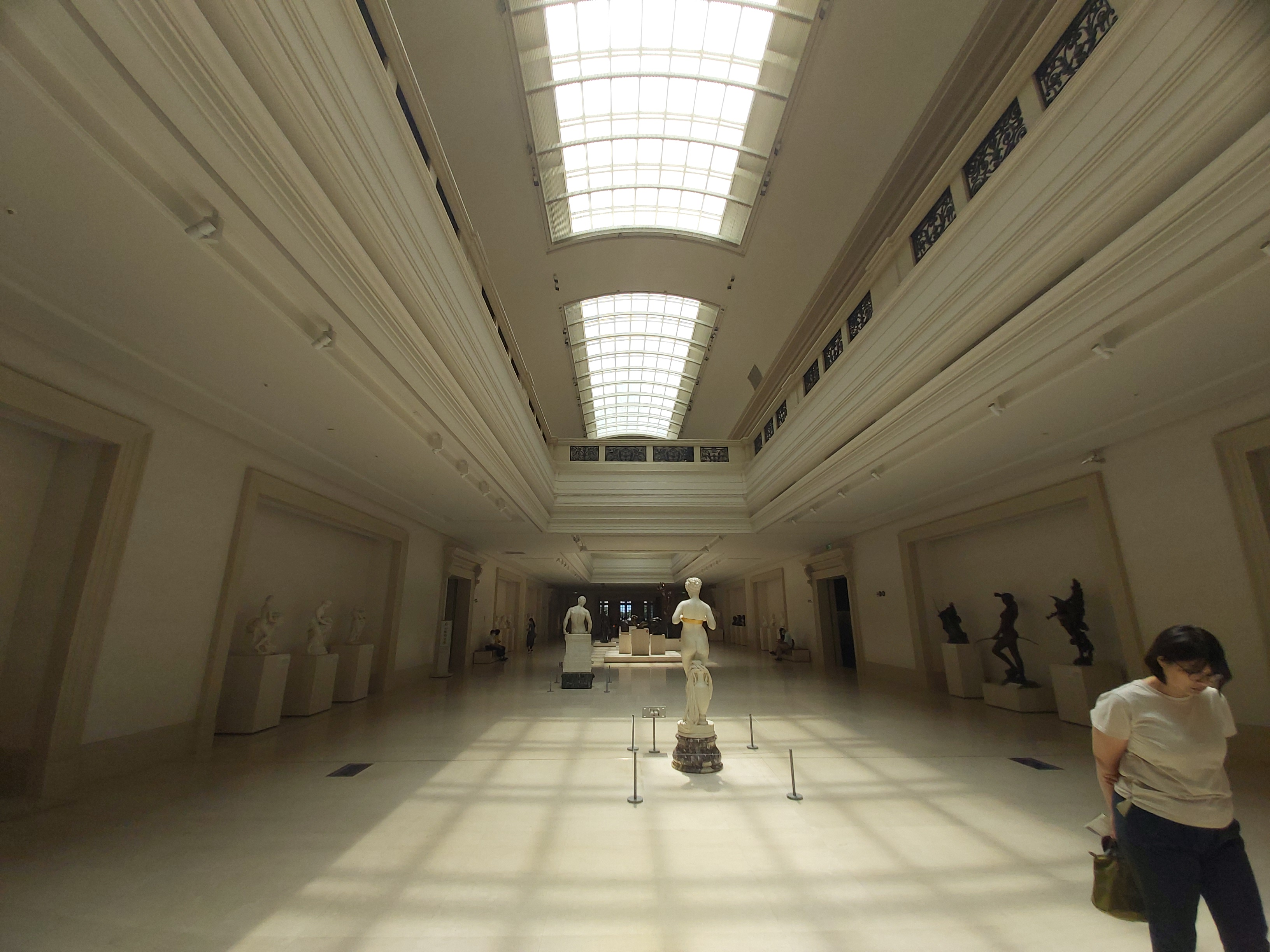
雕塑大道
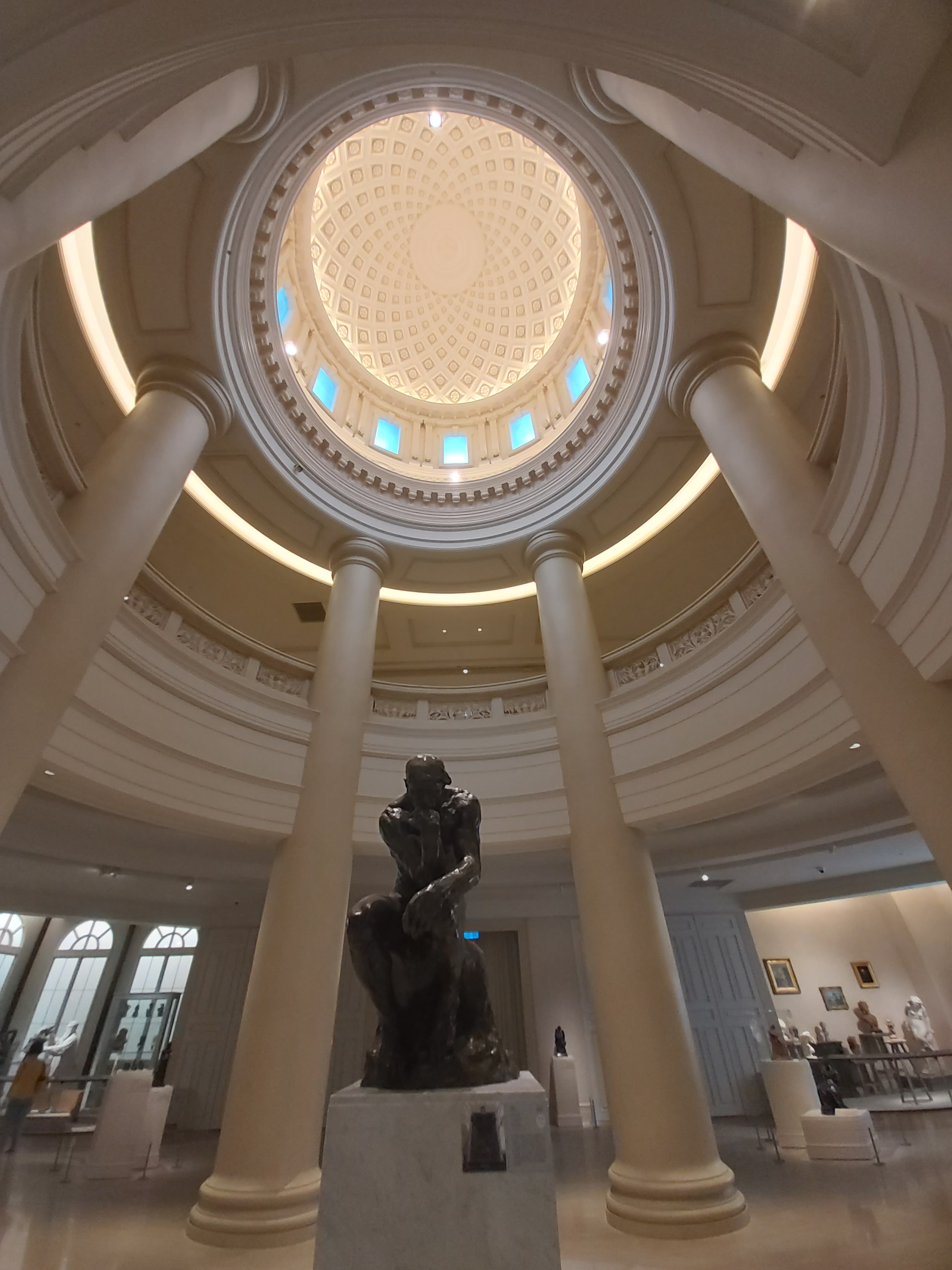
羅丹廳
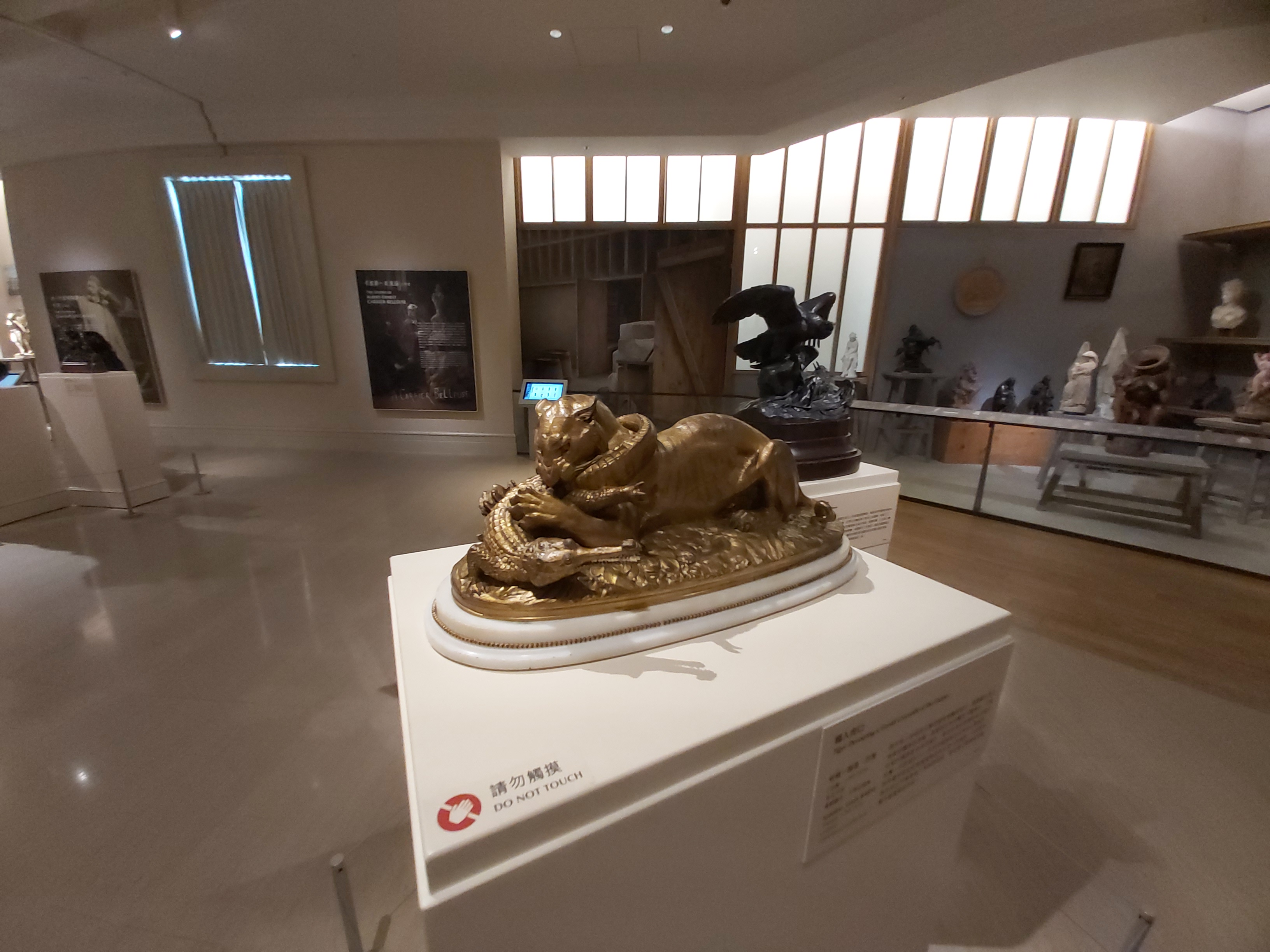
《鱷入虎口》 安托万-路易·巴里
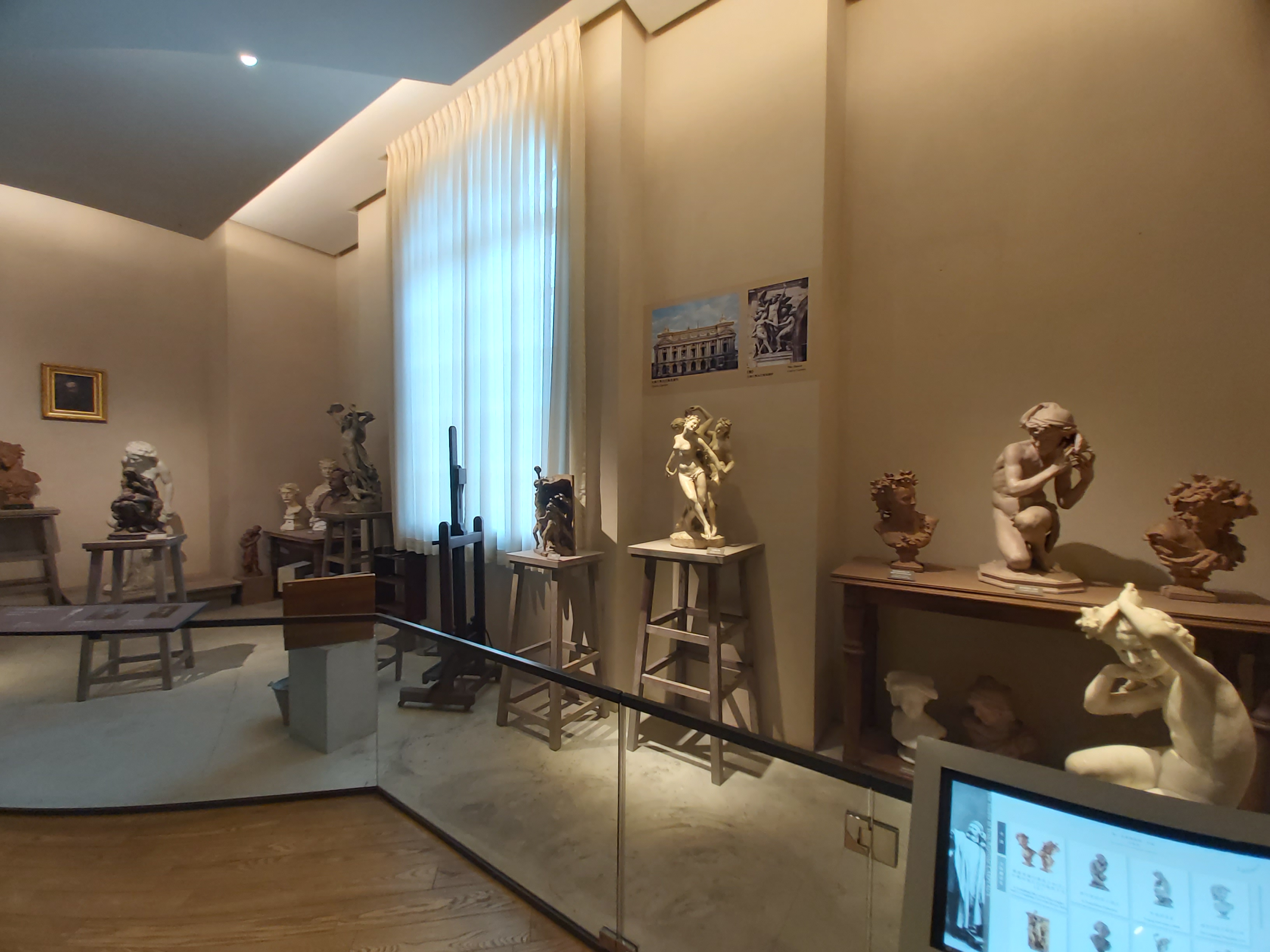
雕塑展示
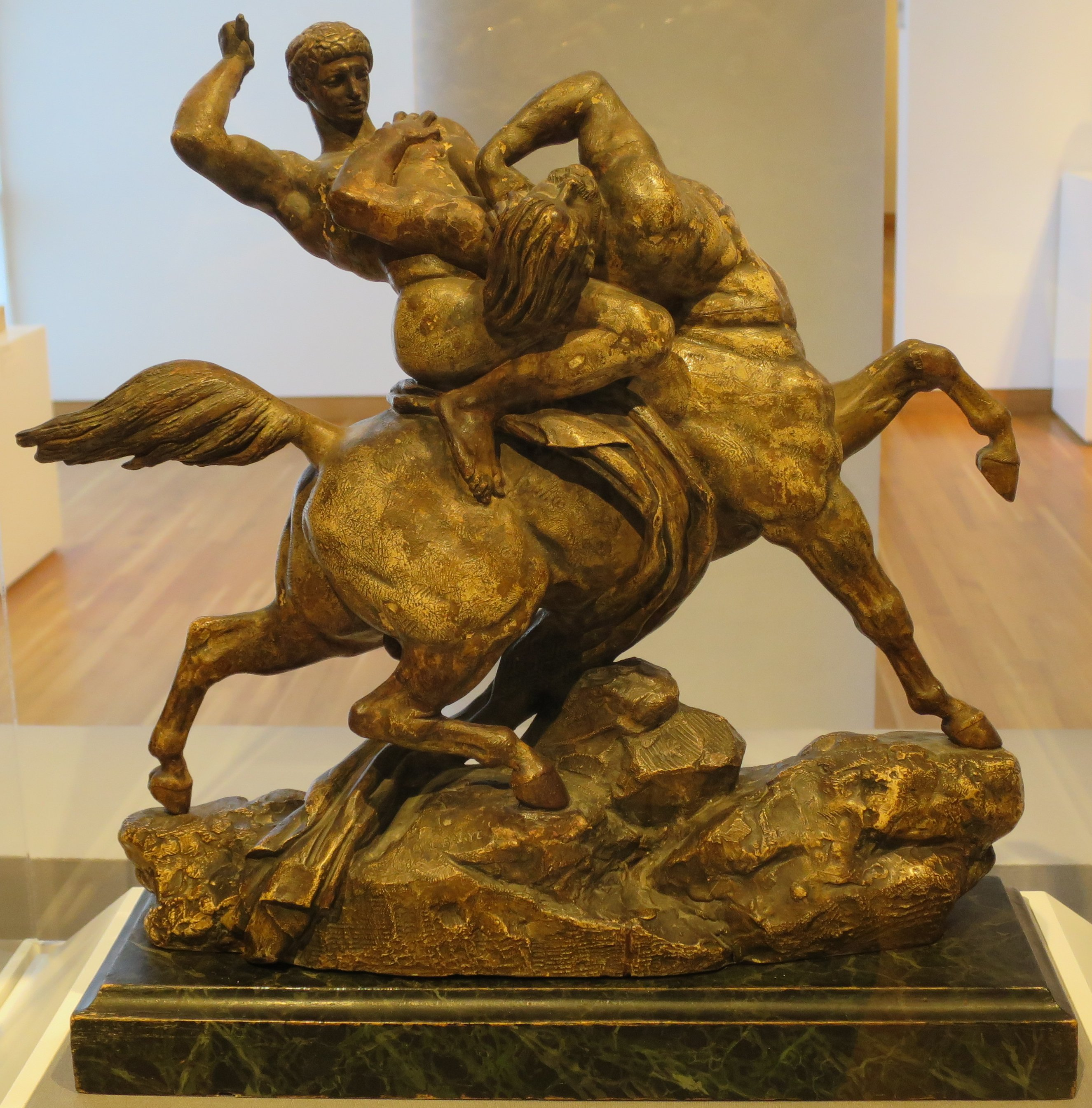
《鐵修斯戰勝人馬獸》原件 安托万-路易·巴里
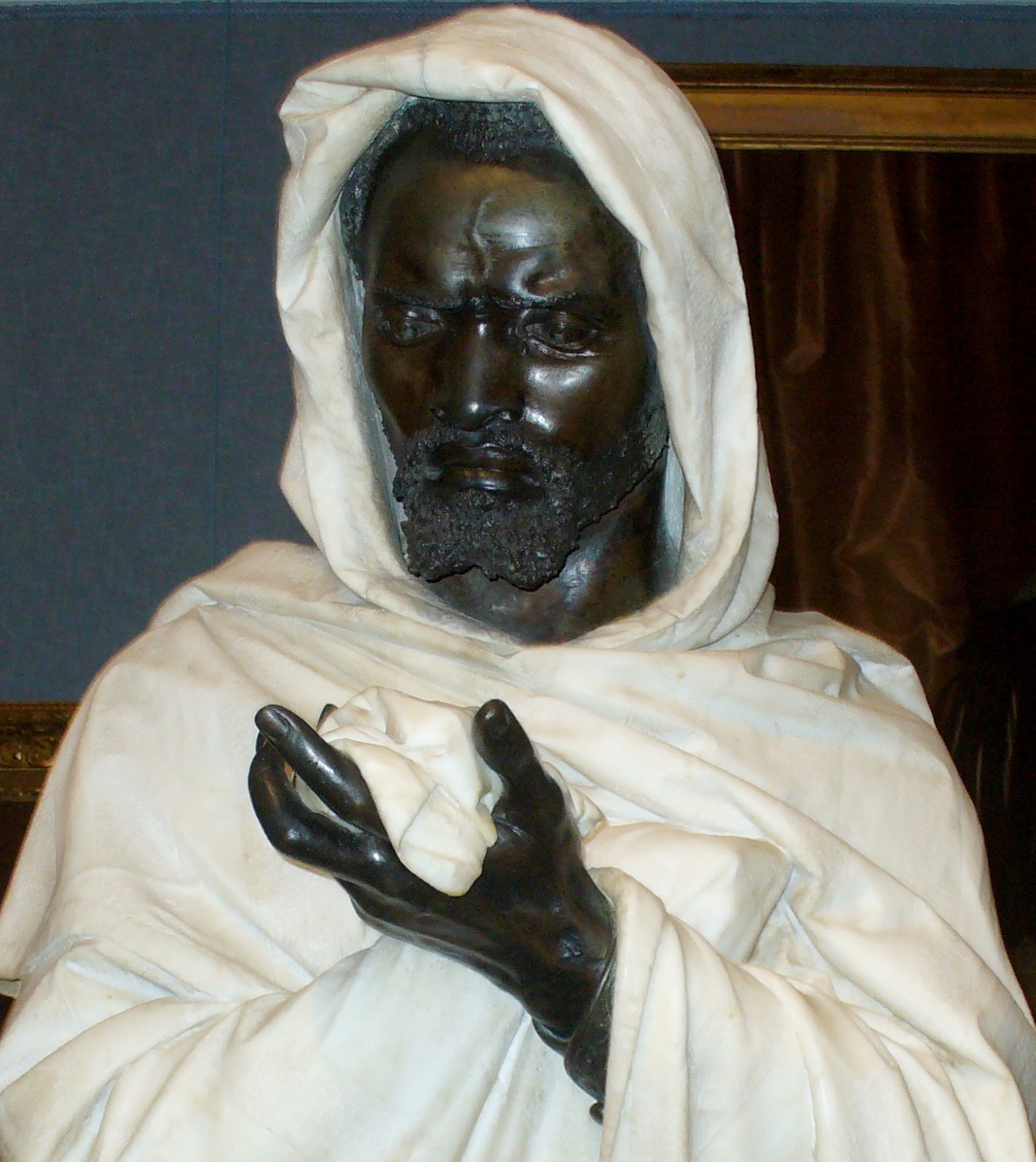
《奧賽羅》 皮耶多·卡爾威（Pietro Calvi）

### 羅丹廳
羅丹廳設有「承先啟後 ：羅丹與他的藝術圈」常設展，在展廳以法國雕塑家，通常被認為是現代雕塑奠基者的19世紀雕刻家奧古斯特·羅丹為主題，該展廳位於博物館後側，主要匯集了羅丹本人的作品，以及他的老師、同儕和學生的作品，爲展現這些雕塑家之間的師承脈絡關係。該展廳中央設立一尊1998年的《沉思者》複製品塑像
以周圍方位模擬四位雕塑家的工作室，包括羅丹本人、阿爾貝-歐內斯特·卡里耶-貝洛斯、让-巴蒂斯特·卡尔波和安托万·布德尔，藉由呈現藝術家工作室的方式，同時展示了部分作品的草圖和習作。
該展廳主要展示的羅丹作品還包括《花子像》、《青銅時代》、《垂死的奴隶》再製品、《加萊義民》的聖皮耶頭像，以及卡米耶·克洛岱爾《遺棄》等共30多件作品。

### 樂器
奇美博物館的樂器收藏涵蓋了世界民族樂器、自動樂器和世界名琴，其中以「名琴」的收藏最為著名。該收藏以系統性的方式追溯全球重要製琴師的師承、區域和年代，使得該博物館目前已成全球最大的提琴典藏機構。

#### 樂器廳
「樂器廳」分為兩大部分。該區域可分為包括「世界民族樂器」、「走入管弦樂團」和「機械音樂家」三大展區。「世界民族樂器」主以地域分布為主軸，樂器發聲類型為輔助，主要展示世界各地民族樂器，包括包括弦樂器、管樂器、鍵盤樂器、打擊樂器。
「走入管弦樂團」則在2019年首度於國家交響樂團合作，作為虛擬交響樂團在館內演出的互動性設施，皆展示管弦樂團基本配置的基礎，並結合多聲道影音畫面以重現古典交響樂表演。使參觀者能夠理解弦樂、管樂、打擊樂等不同樂器的規劃位置。
「機械音樂家」則展示自動樂器等裝置如何保存並重複播放音樂的演進過程。包括保存美國1920年製自動演奏鋼琴，該樂器以打孔的紙捲（相當於樂譜）操控，並包含鋼琴、曼陀林、排簫、木琴、鼓、響板、三角鐵及鳥鳴聲等樂器，自成一小型樂團。該區域另展示的「三支小提琴與鋼琴自動合奏樂器」（Mechanical Piano with Three Violins）與「維爾特卡特吉二號型樂團合奏機」（Welte Cottage II Orchestrion）。

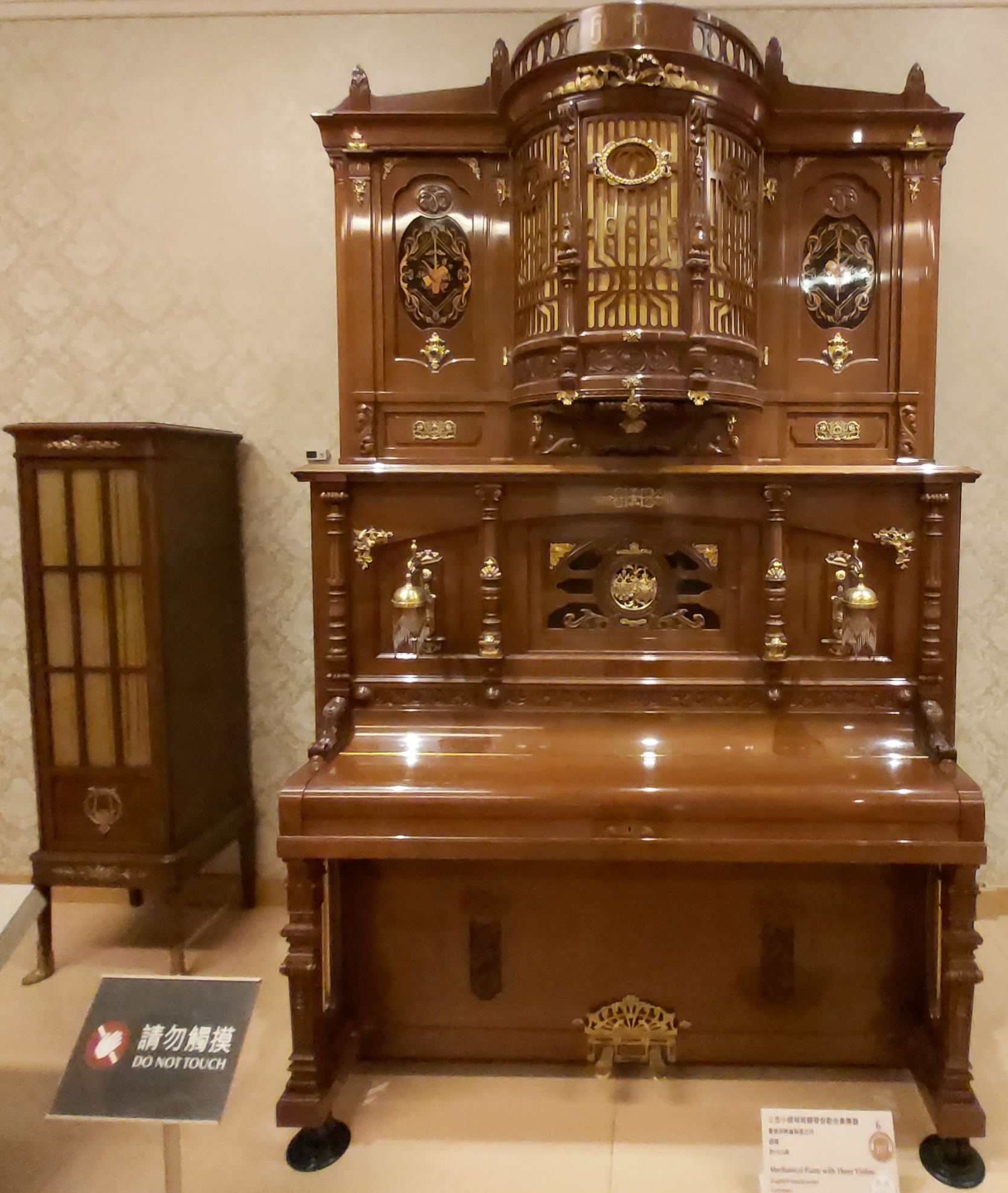
三支小提琴與鋼琴自動合奏樂器
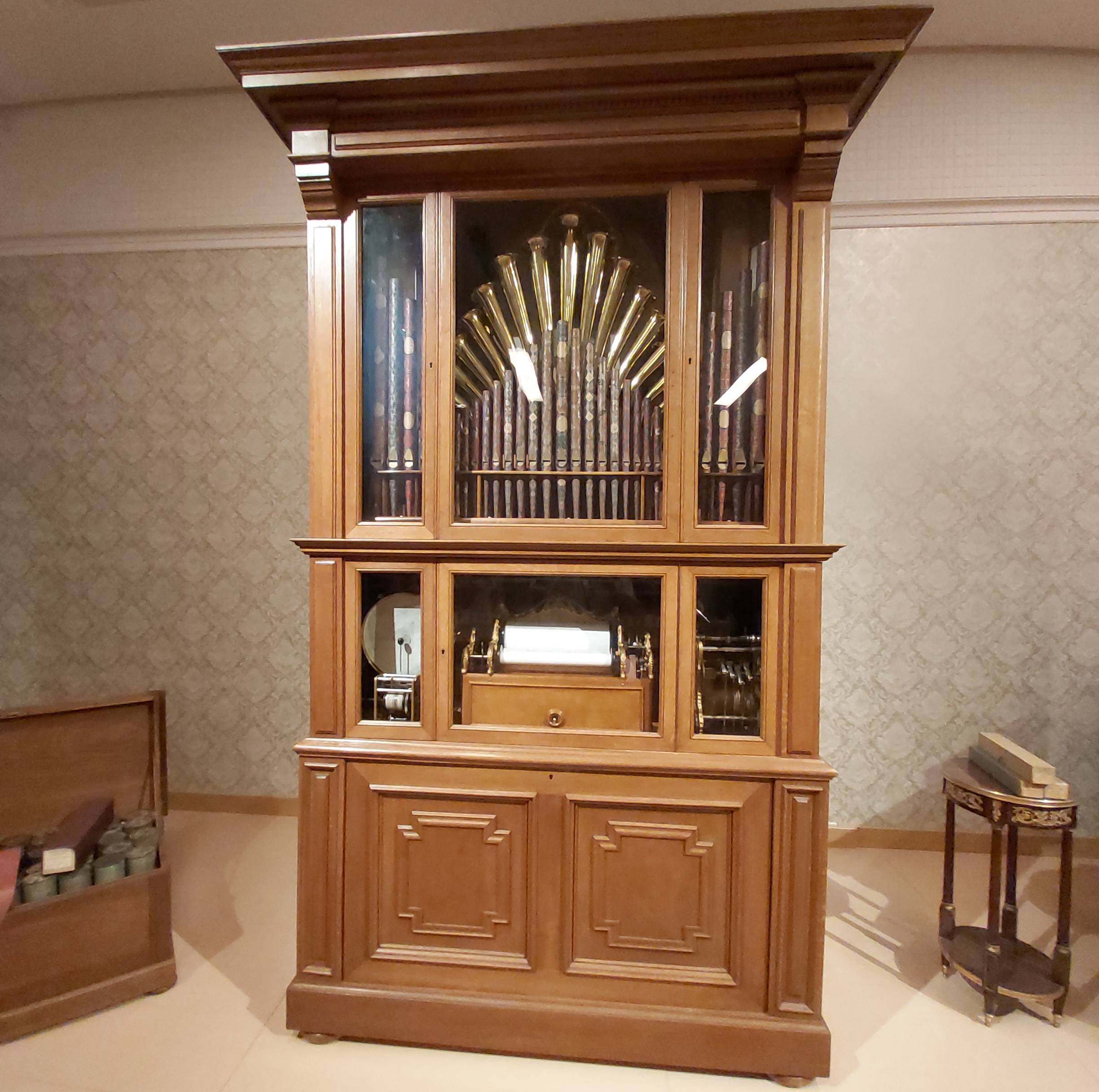
維爾特卡特吉二號型樂團合奏機
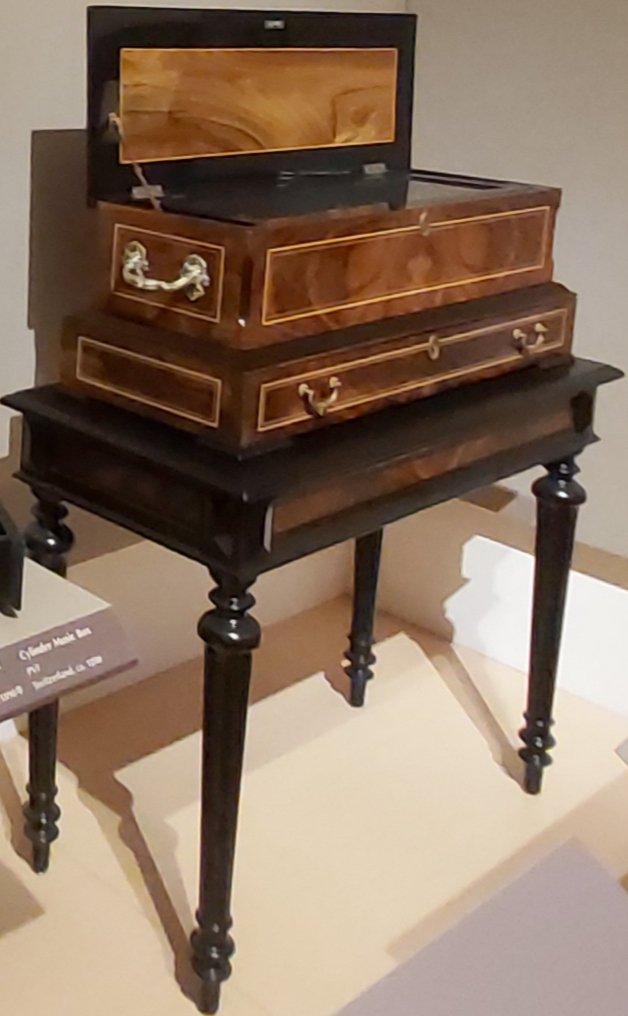
梅墨兄弟公司製滾筒音樂盒
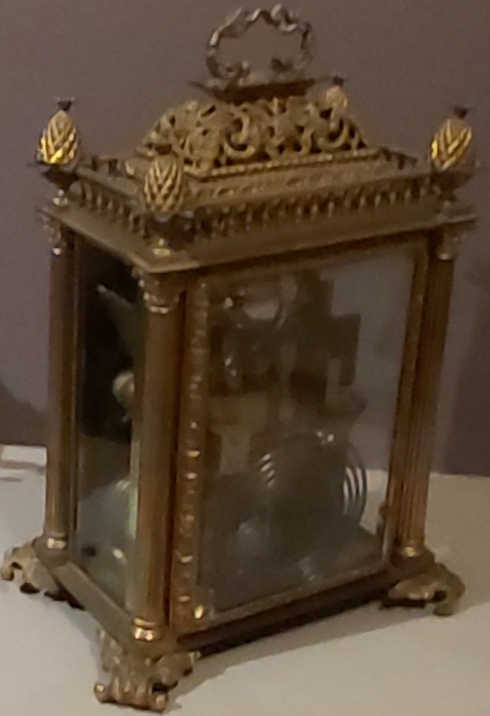
英國製音樂座鐘

#### 提琴展區
提琴展區展示了從各國最早期製琴師的經典作品中精選的收藏品。同時，展區還設有提琴製作工坊和琴弓變革等相關內容。當前實質收藏的提琴共超過1380把。
該典藏品中最具有價值性的展品為朱塞佩·瓜爾內里於1744年製作的《奧雷‧布爾》（Ole Bull）小提琴，據信是該工匠的最後一件傑作，因作為挪威小提琴家奧雷·布爾的持有琴而聞名。其他名琴包括瓜爾內里的1733年《拉楓特－西史科夫斯基》（1733年）、兩把斯特拉迪瓦里於1730年製作的大提琴《鮑爾》，及1722年的小提琴《姚阿幸－艾爾曼》（英語：《Joachim－Elman》）。
其他展品包括安德烈亞·阿馬蒂製作，世界上當前保存最古老的大提琴「查理九世大提琴」（1566年）、尼可羅·阿瑪蒂小提琴（1624年）、安東尼奧．史特拉底瓦里小提琴（1667年）。以及三把「希望之琴」：第一次世界大戰期間在義大利找尋的戰地琴音、納粹大屠殺受害者溫鮑姆（Weinbaum）在波蘭羅茲猶太區管弦樂團演奏時使用的「大衛之星」小提琴（1880年），以及台灣白色恐怖時期受難者葉雪淳於1960年在綠島監獄中製作的小提琴。

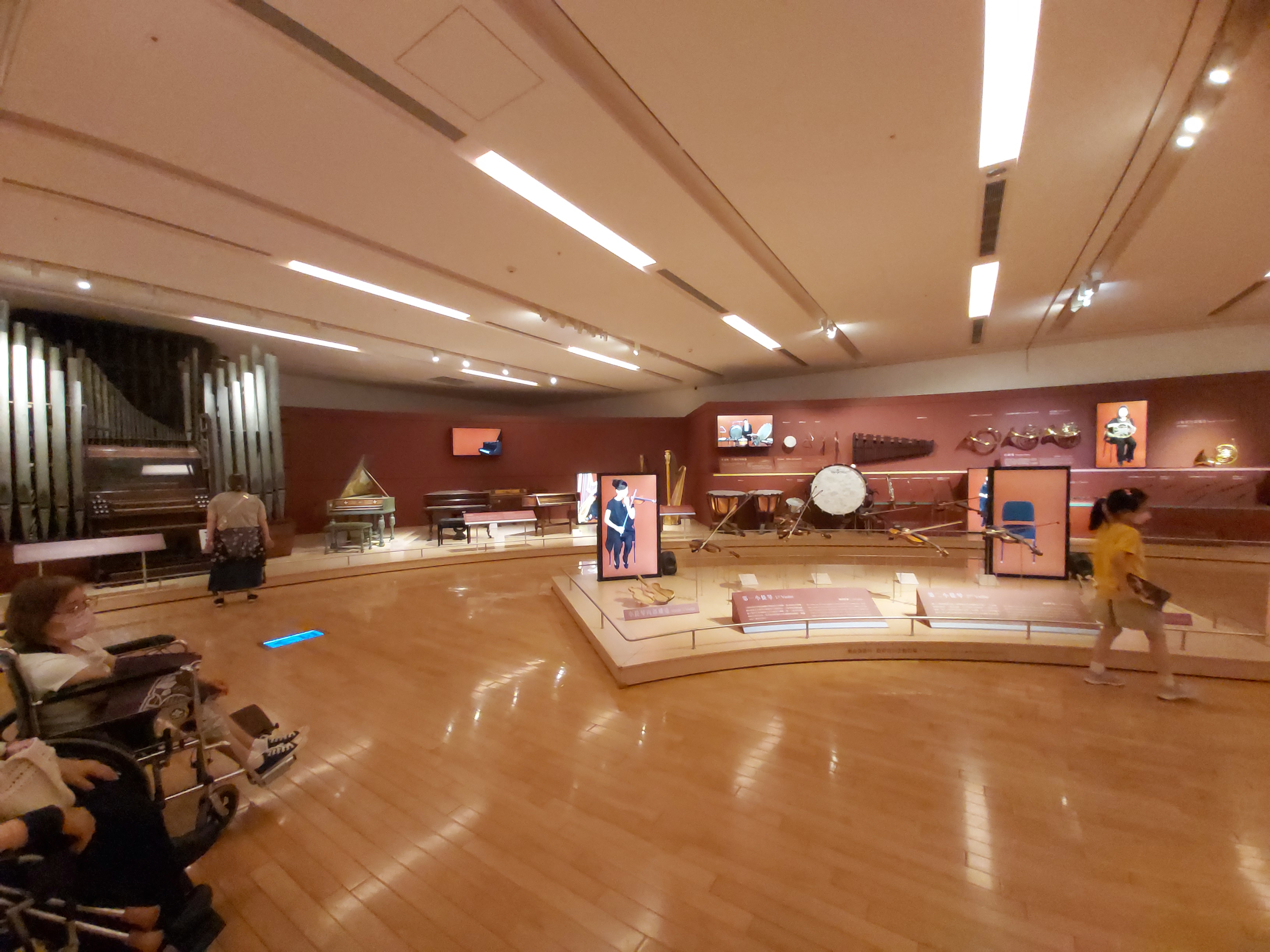
樂器廳
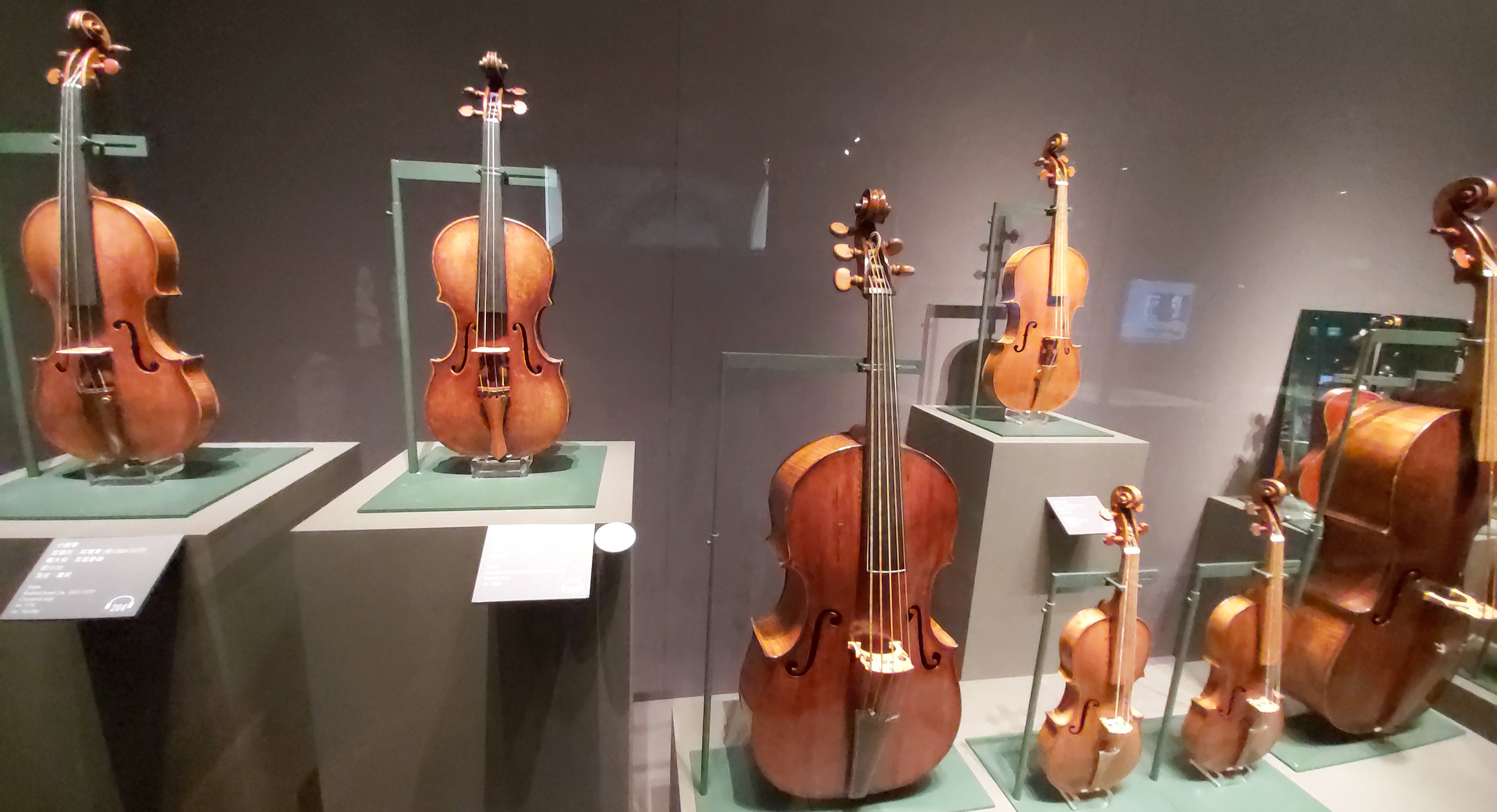
提琴展視室
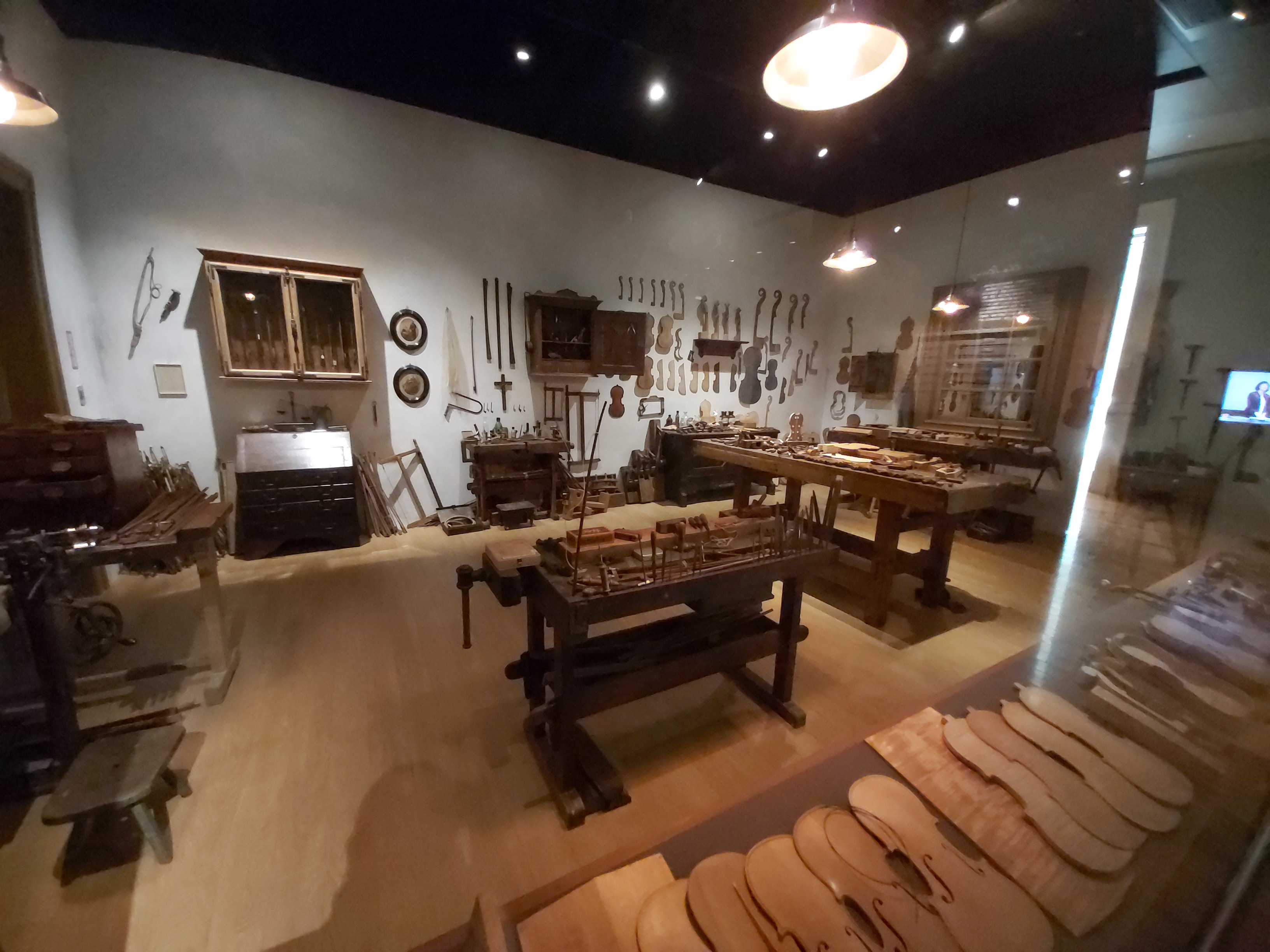
提琴製作工坊陳列模擬

#### 出借名琴
奇美博物館經常將其收藏的提琴免費出借給知名演奏家，如馬友友、張正傑、林昭亮、呂思清、黃濱、曾宇謙、蘇顯達、黃俊文、魏靖儀等人。
1999年，馬友友在臺北市的一場音樂會上向館方借用安東尼·斯特拉迪瓦里c.1730 ex Pawle的大提琴。2015年，曾宇謙使用博物館的朱塞佩·瓜爾內里c.1732 ex Castelbarco- Tarisio小提琴獲得了第15屆柴可夫斯基國際音樂比賽的銀獎。

### 自然史廳
奇美博物館的自然史收藏主要分為兩大類，包括「動物標本」和「化石」。其中動物標本佔據主要部分，該收藏豐富多樣的動物標本，涵蓋臺灣特有動物種類，同時還包括來自五大洲、南北極等地區的哺乳類、鳥類，以及多種瀕危動物的珍貴標本。
該展覽呈現了超過一千多件的化石、隕石與標本，其中「生命演化的長廊」透過化石的紀錄，全面呈現35億年生命演化的各個重要階段。這包括了生命的起源、寒武紀大爆發、古海洋世界、魚群進攻陸地、恐龍的興起與滅絕，以及哺乳動物的誕生，該展廳以地理區域為基準，則將標本區分為北美洲、非洲、北極、南極、南美洲、澳洲、印度、歐洲、亞洲等區域。其中展櫃和中島型的開放式設計則營造出生態環境造景，參觀者能夠觀察各種動物的外貌與特色。並設有互動電子螢幕使觀眾或取物種資訊。 陸鳥展示區和水鳥展示區則設立在通往一樓洗手間旁之走廊。

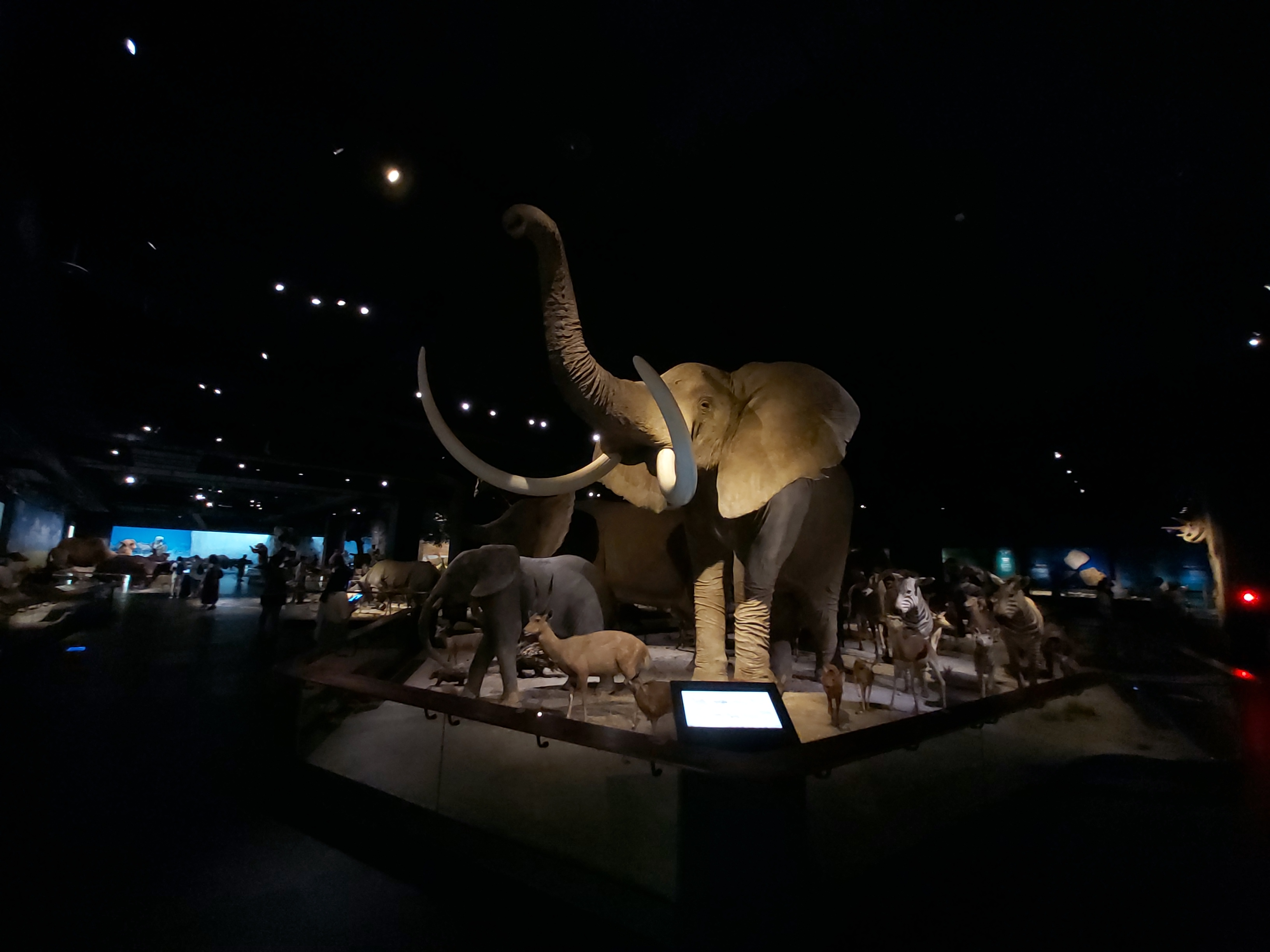
非洲動物標本展示
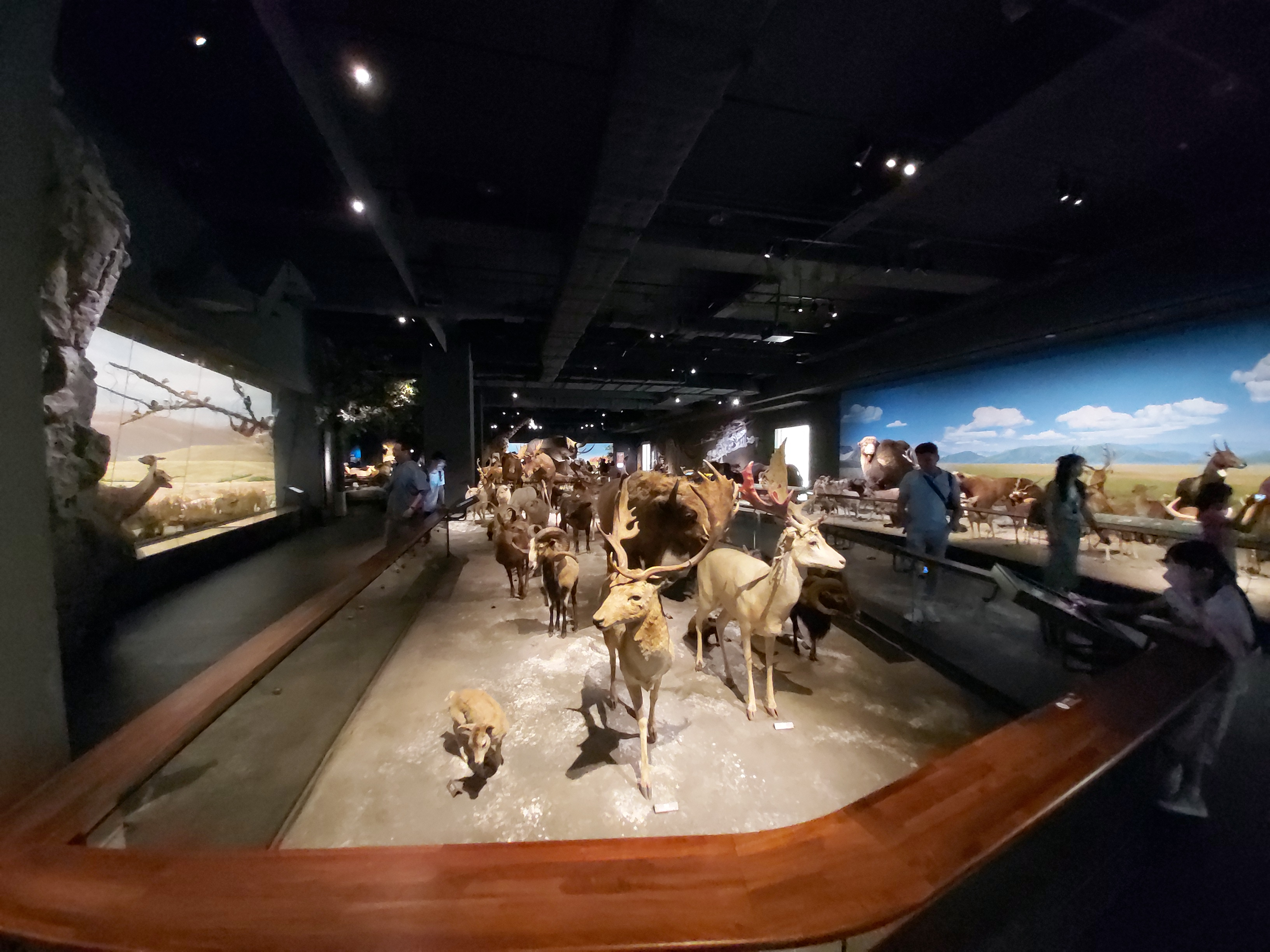
非洲動物標本展示
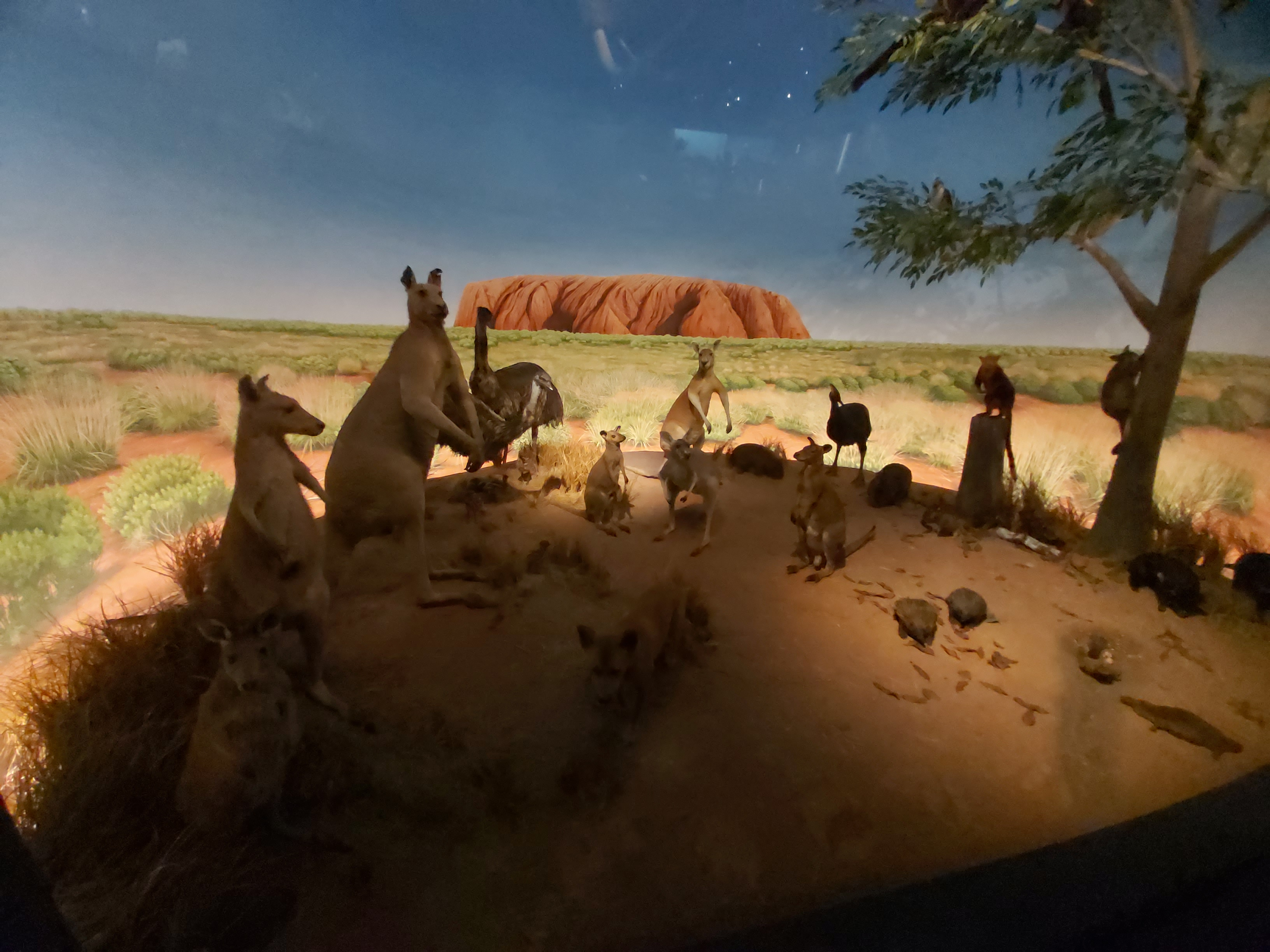
澳洲動物標本展示
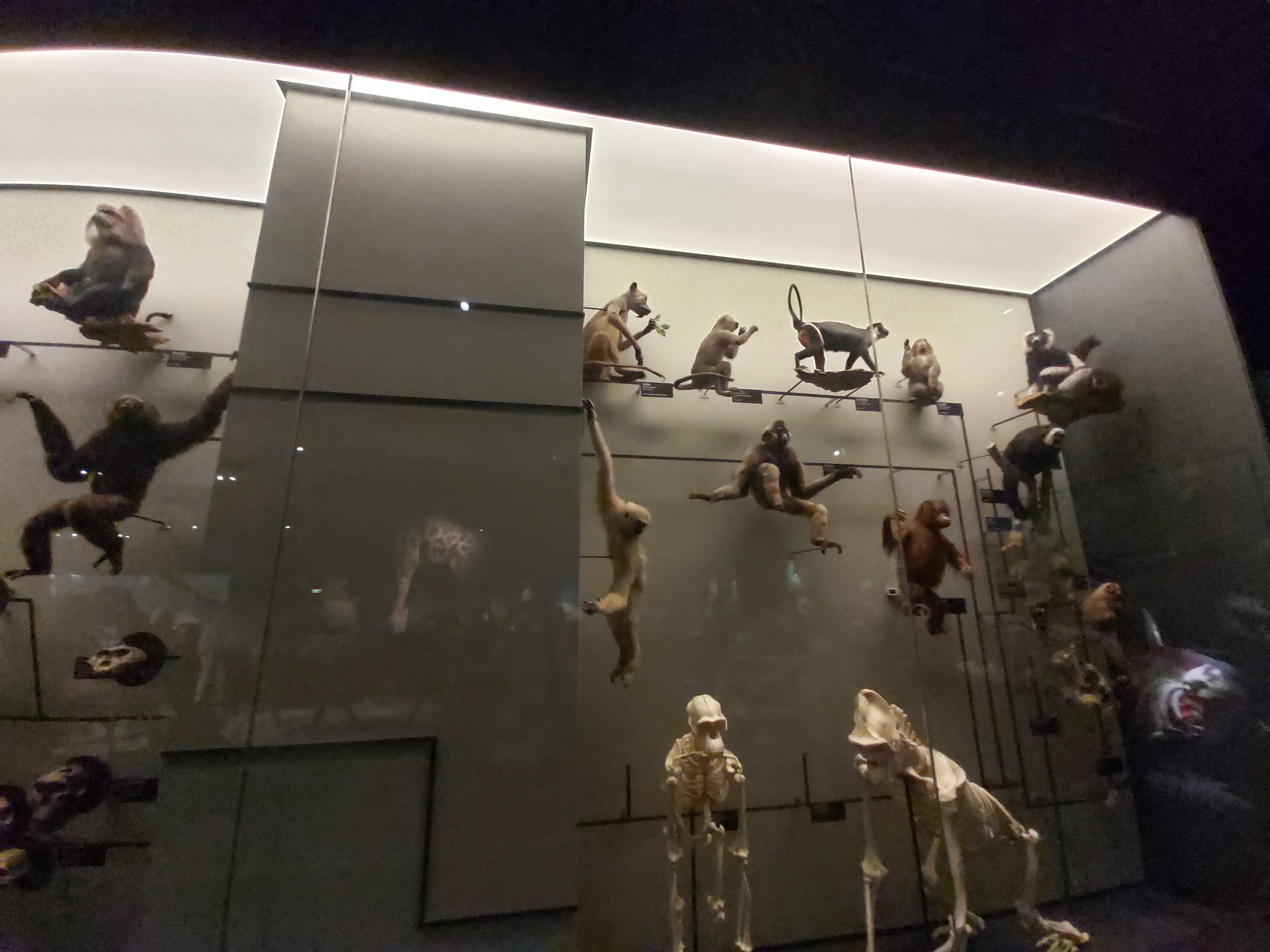
猿猴標本展示
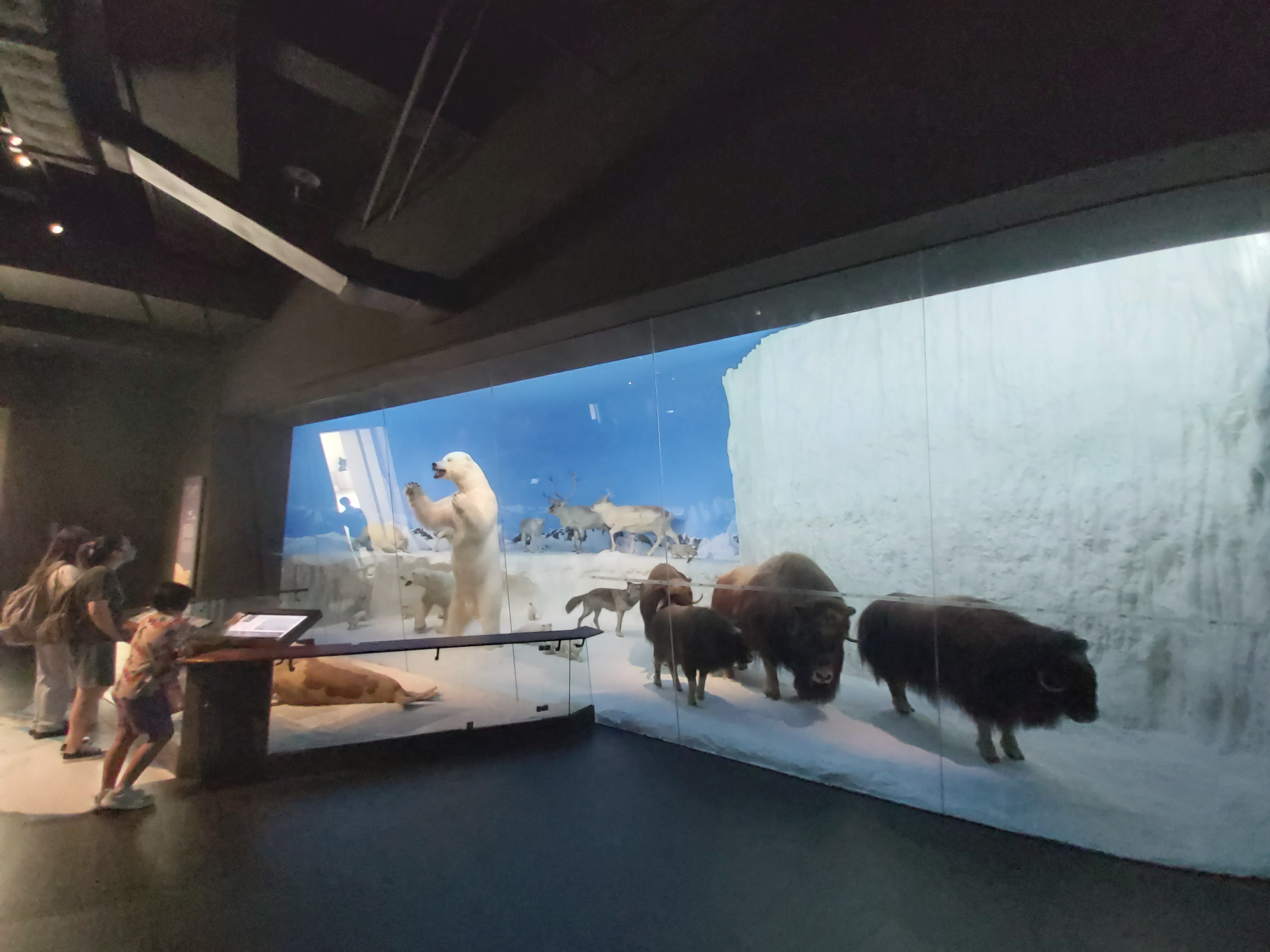
北極動物標本展示
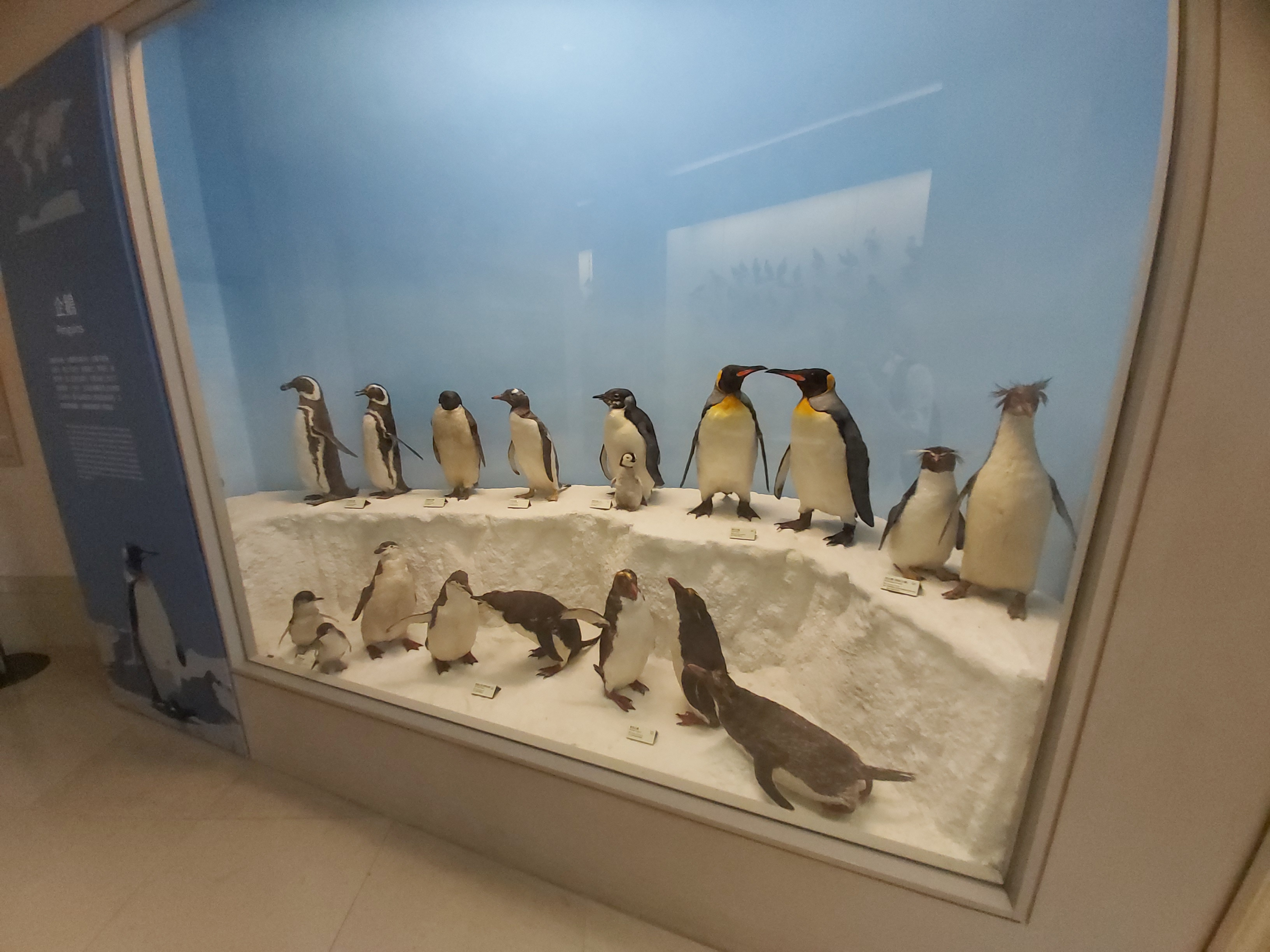
企鵝標本展示
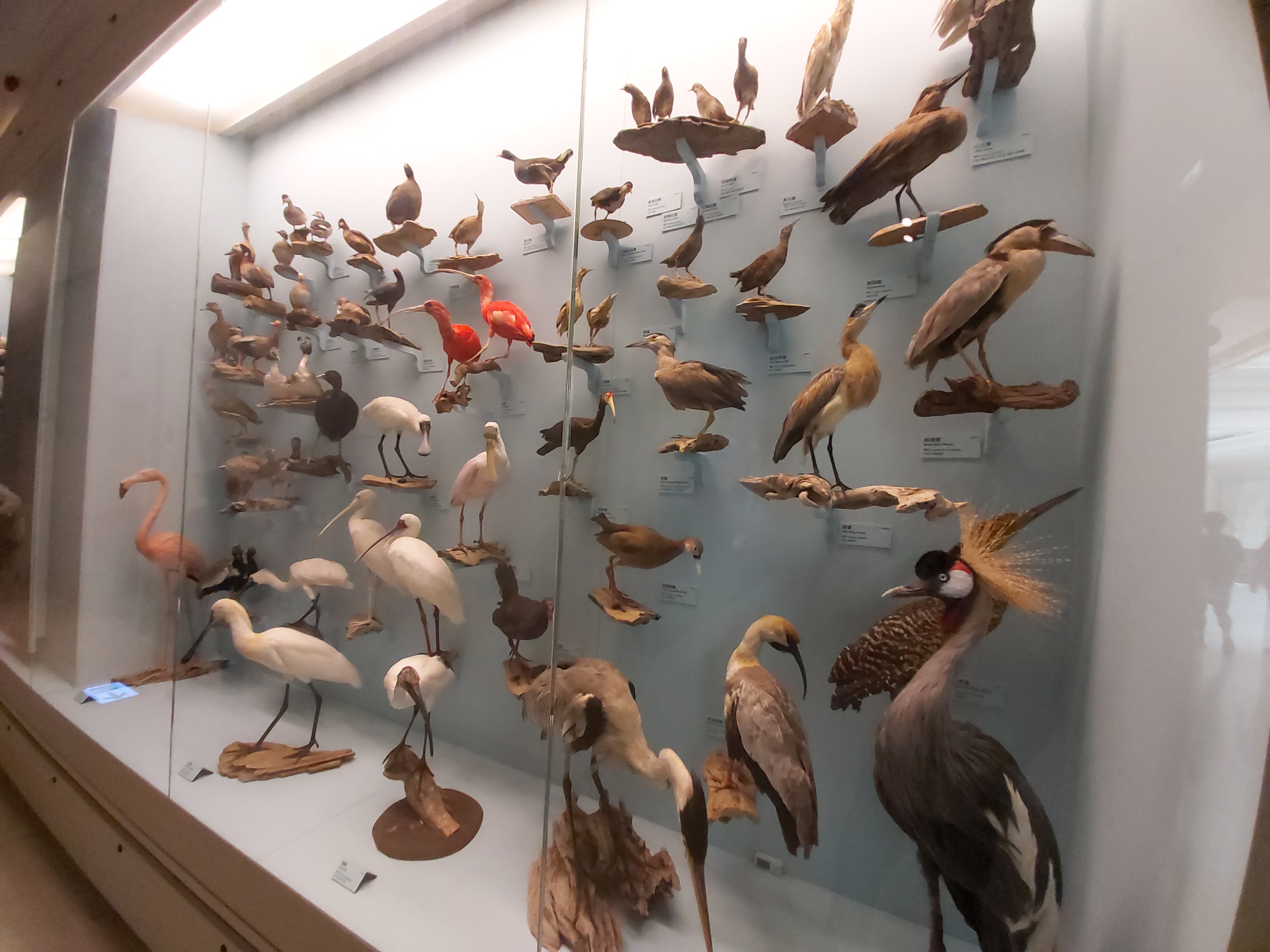
鳥類標本展示

### 奇美廳
博物館內擁有一座名為「奇美廳」的演藝廳，該區域具有國際級小型演藝廳的設計標準，同時配置專業的音響設施。目前則定期舉辦音樂會等活動，作為專業演藝場地使用。

## 奇美愛樂管絃樂團
奇美管絃樂團於2003年成立，每年皆舉辦巡迴音樂會；2007年初奇美決定將樂團設為常態性組織，並進行改組招募，並更名為奇美愛樂管絃樂團（Chimei Philharmonic Orchestra）。樂團團員亦可申請借用博物館收藏的名琴。

## 交通

### 公路
- 台1線342公里處
- 台86線快速公路5k台南交流道下。

### 航空
- 臺南機場（約2公里）

### 鐵路
- 臺灣鐵路管理局
  - 保安車站

### 公車
- 大台南公車[62]

| 編號 | 路線                                           | 停靠站                      | 備註                                   |
| ---- | ---------------------------------------------- | --------------------------- | -------------------------------------- |
| 5    | 和順轉運站－市立醫院／大甲里                   | 奇美博物館站                |                                        |
| 紅3  | 臺南轉運站－臺南航空站－高鐵臺南站－關廟轉運站 | 台南都會公園站 奇美博物館站 | - 部分班次繞駛文賢德成路口、長榮大學。 |
| 紅4  | 臺南轉運站－後壁厝－奇美博物館                 | 奇美博物館站                |                                        |
| H31  | 永華市政中心（府前路）－高鐵臺南站             | 奇美博物館站                | - 高鐵快捷公車。                       |

- 高雄市公車[63]

| 編號  | 路線                                                                    | 停靠站       |
| ----- | ----------------------------------------------------------------------- | ------------ |
| 239   | 茄萣站－台南火車站                                                      | 奇美博物館站 |
| 8042  | 實踐大學－旗山轉運站－高鐵台南站 （例假日延駛至台南航空站、奇美博物館） | 奇美博物館站 |
| 8046A | 建國站－台南火車站                                                      | 奇美博物館站 |
| 8046B | 高鐵左營站－台南火車站                                                  | 奇美博物館站 |

### 公共自行車YouBike2.0
- 奇美博物館周邊共設有2站，每站皆有20車柱可借還自行車，來供旅客使用。
  - 臺南都會公園（文賢路）
  - 臺南都會公園（文華路）

## 外部連結
- 奇美博物館（页面存档备份，存于）（繁體中文）（英文）（日語）（法文）（西班牙文）
- 奇美博物館的Facebook專頁
- YouTube上的奇美博物館頻道